# 2010er
Portal Geschichte | Portal Biografien | Aktuelle Ereignisse | Jahreskalender | Tagesartikel

◄ |
20. Jh. |
21. Jahrhundert

◄ |
1980er |
1990er |
2000er |
2010er
| 2020er | 2030er | 2040er

2010 |
2011 |
2012 |
2013 |
2014 |
2015 |
2016 |
2017 |
2018 |
2019
Die 2010er-Jahre umfassen die Jahre von 2010 bis 2019.
Der Beginn des Jahrzehnts liegt im Schein der verschärften Staatsschuldenkrise im Euroraum. Länder wie Griechenland, Spanien oder Italien haben mit schwerwiegenden Haushaltsdefiziten und daraus folgender hoher Arbeitslosigkeit zu kämpfen. Mithilfe von sogenannten Rettungsschirmen sollen diese Mitgliedsländer vor der Zahlungsunfähigkeit bewahrt werden. Aus diesem Grund beschließen die Staats- und Regierungschefs der gemeinsamen Währungszone im Dezember 2011 den Europäischen Stabilitätsmechanismus (ESM), der den betroffenen Staaten Notkredite und Bürgschaften zusichern soll.
Der Tod des Gemüsehändlers Mohamed Bouazizi, der durch eine Selbstverbrennung seinen Protest gegen die demütigende Praxis der Regierung zum Ausdruck bringen wollte, entfacht am 17. Dezember 2010 wochenlange Massenunruhen in Tunesien, infolge derer der Präsident Zine el-Abidine Ben Ali entmachtet und zur Flucht gezwungen wird. In den anschließenden Monaten breiten sich die Aufstände in weiten Regionen Nordafrikas sowie Vorderasiens aus, was auch als Arabischer Frühling bezeichnet wird. So kommt es auch in Ägypten, Libyen und im Jemen zu Umstürzen bzw. Rücktritten der dortigen Staatsoberhäupter, während die Unruhen in Syrien in einen bis heute andauernden Bürgerkrieg münden.
Vor diesem Hintergrund und nicht zuletzt hinsichtlich der wachsenden Bedrohungslage durch den Islamischen Staat machen sich immer mehr Menschen auf den Weg über das Mittelmeer nach Europa, was zur Mitte des Jahrzehnts zu einer europaweiten Flüchtlingskrise und damit einhergehend in vielen EU-Mitgliedstaaten zu einer Erstarkung rechtspopulistischer sowie -extremistischer Parteien und gesellschaftspolitischen Spannungen führt. Auch in anderen Teilen der Welt kommt es zu einem Erstarken des Rechtspopulismus, was sich insbesondere in der Wahl von Donald Trump zum US-Präsidenten und der Wahl von Jair Bolsonaro zum Präsidenten von Brasilien ausdrückt.
Weitere Entwicklungen, die dieses Jahrzehnt die Weltpolitik beschäftigen, sind der anhaltende Korea-Konflikt, die massive Wirtschaftskrise in Venezuela, der Krieg in der Ukraine seit 2014, der Atomstreit mit dem Iran, die neuerlich angespannten Beziehungen zwischen Russland und den Vereinigten Staaten, der Brexit und der weltwirtschaftliche Aufstieg der Volksrepublik China mit chinesischem Infrastrukturausbau der Neuen Seidenstraße.
In westeuropäischen Städten kommt es in der zweiten Hälfte vermehrt zu islamistisch motivierten Terroranschlägen, von denen Frankreich, Großbritannien, Belgien, Spanien, Dänemark, Schweden, Finnland, die Niederlande und Deutschland betroffen sind. In anderen Teilen der Welt fällt die Gefahr durch islamistischen Terrorismus jedoch weiterhin höher aus, so beherrscht der Islamische Staat ab 2014 weite Teile Syriens und des Irak, im Norden Nigerias verübt Boko Haram zahlreiche brutale Terrorakte, in Somalia Al-Shaabab, in Afghanistan die Taliban. Andererseits erschüttern auch rechtsextrem und islamophob motivierte Anschläge die westliche Welt, wie etwa 2011 in Norwegen, 2016 in München oder 2019 in Christchurch, Neuseeland.
In den Gesellschaften vieler Länder wird im Laufe des Jahrzehnts der Gebrauch von Smartphones und Tablets in allen sozialen Schichten und Altersstufen üblich und erübrigt zunehmend die Notwendigkeit stationärer Computer. Der Einfluss der neuen Medien, insbesondere der sozialen Netzwerke wie Facebook oder Twitter, hat zu einer Veränderung der politischen Meinungsbildung geführt. Anbieter von Streaming-Diensten traten in den TV-Markt ein und wurden durch ihr alternatives Konsummodell, das sich durch jederzeitiges Abrufen (Stream) von digitalen Medien gegenüber dem klassischen Fernsehen und seinen Sendern auszeichnet, zu Konkurrenten derselben.
Die letzten beiden Jahre des Jahrzehnts waren in weiten Teilen Europas durch Supersommer mit extremer Hitze und Dürre geprägt, was zum Aufkommen der Gruppierung „Fridays for Future“ führte, welche jeden Freitag zum Fernbleiben des Schulunterrichts aufrief, um für mehr Klimaschutz zu demonstrieren.
Das Jahrzehnt gilt bis dato als heißestes Jahrzehnt der Aufzeichnungen und war laut Weltorganisation für Meteorologie (WMO) von „außerordentlicher Hitze, Gletscherschmelze und einem weltweiten Anstieg des Meeresspiegels“ geprägt. Die Klimawissenschaftlerin Kate Marvel fasste zum Jahreswechsel 2019/2020 die Situation wie folgt zusammen: „Dies ist das Jahrzehnt, in dem wir wussten, dass wir Recht hatten. Es begann mit dem wärmsten Jahr seit Beginn der Aufzeichnungen; mindestens fünf Mal wurde dieser Rekord danach gebrochen. Kohlendioxid in der Atmosphäre erreichte ein noch nie dagewesenes Niveau seit Menschen Hominine waren. Es gab Dürren und Überschwemmungen und brutale Hitzewellen. Korallenriffe wurden weiß und gaben auf. Australien ist der Dürre unterworfen. Der Amazonas brennt.“
In den letzten Wochen des Jahrzehnts traten weltweit, aber gehäuft in China, die ersten Fälle der Krankheit COVID-19 auf, jedoch ohne größere Beachtung außerhalb von China zu finden.

## Benennung
Die heute am häufigsten anzutreffende Bezeichnung sind die 2010er oder auch die Zehnerjahre.

## Vorsätze
- Dekade zur Bekämpfung der Desertifikation (UNO), 2010–2020
- Dekade zur Verbesserung der Straßenverkehrssicherheit (UNO), 2011–2020
- Dritte Internationale Dekade für die Beseitigung des Kolonialismus (UNO), 2011–2020
- Dekade für die Erhaltung der natürlichen Artenvielfalt (UNO), 2011–2020

## Ereignisse

### Politik

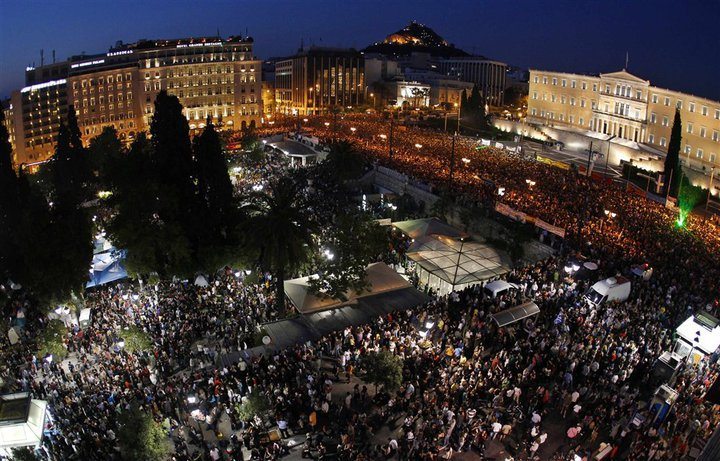
In Athen protestieren 100.000 Menschen gegen das Spardiktat ihrer Regierung, 29. Mai 2011

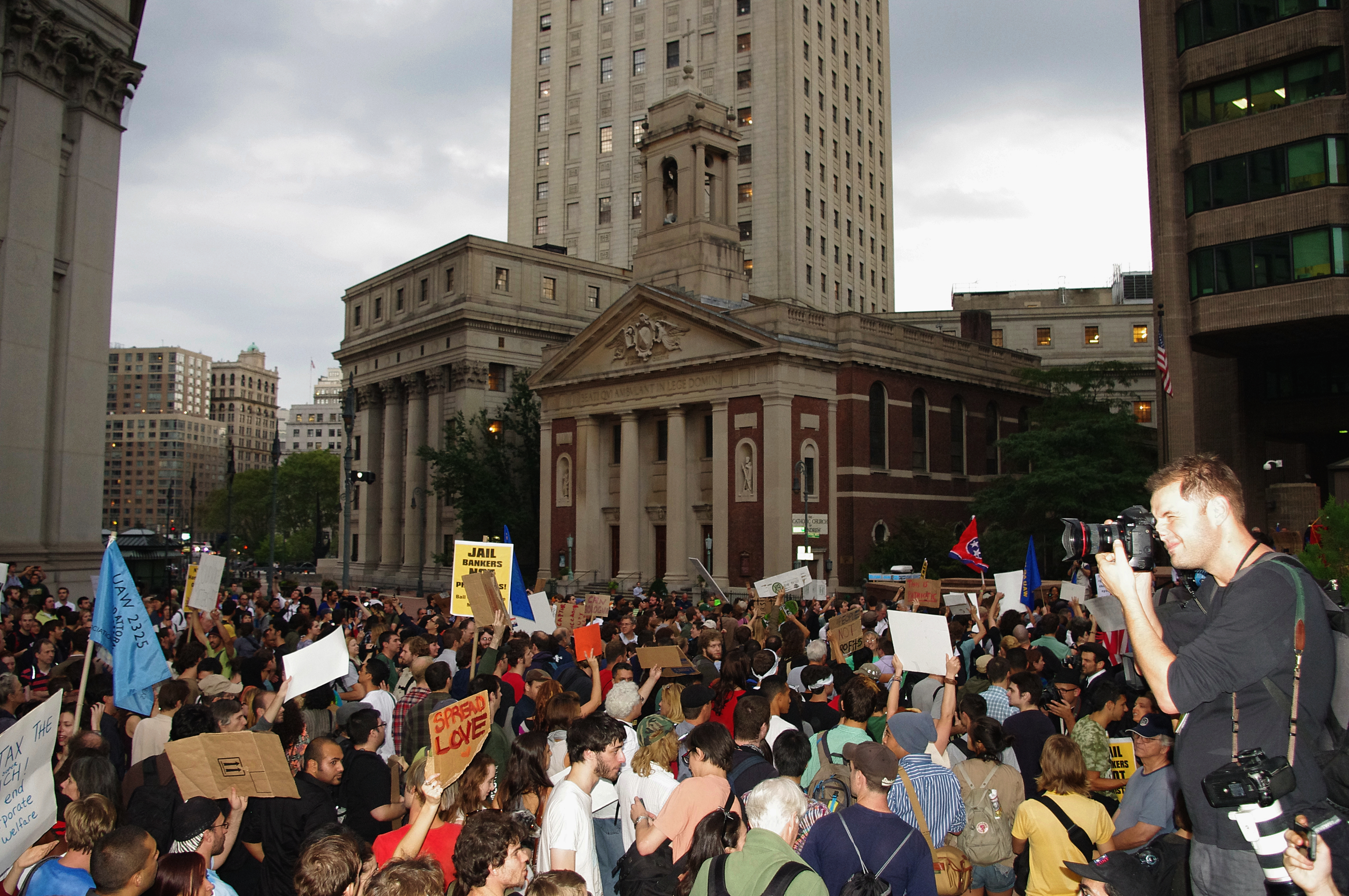
Die Demonstration vom Occupy Wall Street, 2011

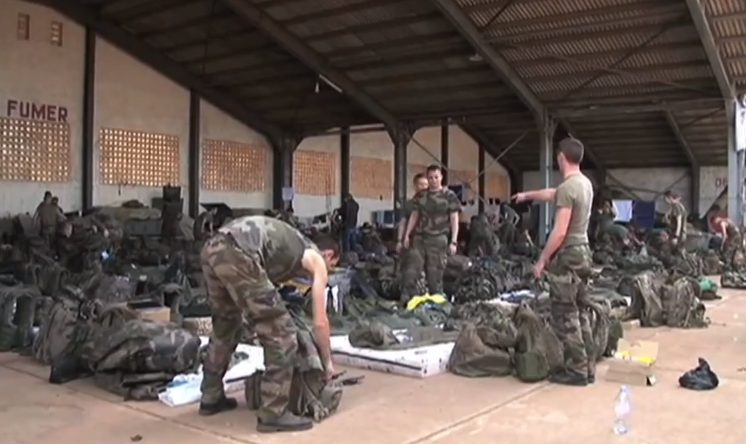
Französische Truppen beginnen in Mali den Angriff gegen militante Islamisten

- 2010: Am 11. Februar kippt das EU-Parlament das SWIFT-Abkommen, das US-amerikanischen Terrorfahndern gestattet hätte, auf europäische Bankdaten zuzugreifen.
- 2010: Das Repräsentantenhaus der Vereinigten Staaten verabschiedet am 21. März mit knapper Mehrheit die Gesundheitsreform von Barack Obama.
- 2010: Infolge der Eurokrise, einer Haushaltskrise mehrerer Staaten der Eurozone (PIIGS), wurde von der EU bzw. den an der dritten Stufe der Europäischen Wirtschafts- und Währungsunion teilnehmenden Staaten ein Europäischer Stabilisierungsmechanismus eingeführt mit dem Ziel, akut drohende Folgen abzumildern, die durch Haushaltskrisen einzelner Mitgliedstaaten der Eurozone verursacht werden können.
- 2010: Im Niger kommt es am 18. Februar zu einem Militärputsch.
- 2010: Im Zuge des im Dezember beginnenden Arabischen Frühlings kommt es zum Sturz der Staatsoberhäupter von Tunesien, Libyen und Ägypten. Außerdem kommt es in Libyen und Syrien zu Bürgerkriegen mit jeweils mehreren zehntausend Toten.[6]
- 2011: Nach einem Referendum von 2011 spaltet sich der Südsudan vom Sudan ab. Die sudanesische Regierung unter Umar al-Baschir hat dieses Ergebnis anerkannt.
- 2011: Im Zuge der Operation Neptune’s Spear am 2. Mai wird Osama bin Laden, Anführer der Terrororganisation Al-Qaida, getötet.
- 2011: Am 17. September finden erste Proteste der Occupy-Wall-Street-Bewegung statt, die bereits einen Monat später die größte Protestbewegung Nordamerikas ist. Konkrete Forderungen werden nicht genannt, jedoch richten sich die meisten Aktionen gegen soziale Ungleichheiten, Spekulationsgeschäfte von Banken sowie den Einfluss der Wirtschaft auf die Politik. In der Folge kommt es auch in anderen Ländern, darunter Deutschland, zu Protestaktionen mit ähnlichen Zielen.
- 2011: Ende 2011 verlassen die US-Streitkräfte das Land Irak.
- 2012: 4. Juli das ACTA-Abkommen wird im Europäischen Parlament mit großer Mehrheit abgelehnt.
- 2013: Am 1. Juli wird Kroatien das 28. Mitglied der Europäischen Union.
- 2013: Proteste in der Türkei richten sich gegen Recep Tayyip Erdoğans Politik.
- 2013: Am 3. Juli kommt es in Ägypten nach langen Protesten zu einem Militärputsch, bei dem der Machthaber Mohammed Mursi entmachtet wurde.
- 2013: Die Nordkorea-Krise spitzt sich von Februar bis Mai zu, entspannt sich aber schließlich wieder.
- 2013: Im Konflikt in Nordmali führen französische Streitkräfte die Opération Serval gegen militante Islamisten aus.
- 2014: Am 1. Januar tritt Lettland als 18. Land der Eurozone bei.
- 2014: Nach mehrtägigen Unruhen mit zahlreichen Todesopfern erklärt das ukrainische Parlament Präsident Wiktor Janukowytsch am 22. Februar für abgesetzt. Daraufhin kommt es im Osten und Süden des Landes zu gewalttätigen Konflikten zwischen Regierungstruppen und prorussischen Separatisten. Im Zuge dieser Auseinandersetzungen wird Russland von Kiew und den westlichen Regierungen beschuldigt, die Gefechte mutwillig anzuheizen, was zu diplomatischen, politischen und wirtschaftlichen Spannungen führt.
- 2014: Im März erfolgt die Annexion der Krim durch Russland.
- 2014: Die Terrororganisation Islamischer Staat (IS) erobert innerhalb kürzester Zeit weite Gebiete in den Bürgerkriegsländern Syrien und Irak. Eine globale Allianz verschiedener Länder versucht den Vormarsch des IS mit Luftschlägen zu verhindern.
- 2014: Bei einem Referendum über die Unabhängigkeit Schottlands am 18. September entscheidet sich die Mehrheit für einen Verbleib im Vereinigten Königreich.
- 2014: Am 31. Dezember 2014: Teil-Abzug der Internationalen Schutztruppen (ISAF) aus Afghanistan.
- 2015: Litauen wird am 1. Januar das 19. Mitgliedsland der Eurozone.
- 2015: Die Griechische Staatsschuldenkrise verschärft sich, es wird ein drittes Hilfspaket geschnürt; es gibt am 25. Januar und am 20. September jeweils vorgezogene Parlamentswahlen.
- 2015: Im Zuge der Flüchtlingskrise in Europa beschließt Bundeskanzlerin Angela Merkel am 4. September in Absprache mit dem ungarischen Regierungschef Viktor Orbán, die deutsche Grenze für tausende Bürgerkriegsflüchtlinge aus Syrien und Afghanistan zu öffnen. Diese Entscheidung löst sowohl in der EU, als auch im Inland Diskussionen aus.
- 2016: Sexuelle Übergriffe in der Silvesternacht 2015/16 führen deutschlandweit und über die Landesgrenzen hinaus zu Debatten.
- 2016: Am 23. Juni stimmen 52 % der Briten für einen EU-Austritt des Vereinigten Königreichs.
- 2016: Nach einem Putschversuch in der Türkei im Juli werden unter Präsident Erdoğan zahlreiche Maßnahmen getroffen, die nach westlichen Beobachtern stark autokratische Züge haben.
- 2017: Am 5. Juni wird Montenegro 29. Mitglied der NATO.
- 2017: In der autonomen Region Kurdistan findet am 25. September ein Unabhängigkeitsreferendum statt. Die Mehrheit spricht sich für einen unabhängigen Staat aus.
- 2017: In Katalonien findet am 1. Oktober ein Unabhängigkeitsreferendum statt. Dieses führt in Spanien zur Katalonien-Krise.
- 2018: Am 12. Juni treffen sich in Singapur US-Präsident Trump und Nordkoreas Machthaber Kim Jong-un zu gemeinsamen Gesprächen.
- 2019: Am 1. Februar wird der 1987 geschlossene INF-Vertrag vonseiten der USA aufgekündigt, einen Tag später wird dieser Schritt auch von Russland bekanntgegeben.
- 2019: Bei einem erneuten Gipfeltreffen in Hanoi Ende Februar treffen wieder Donald Trump und Kim Jong-un zusammen, allerdings ohne konkretes Ergebnis.

Regierungswechsel
- 2010: David Cameron wird am 11. Mai Premierminister im Vereinigten Königreich.
- 2010: Am 31. Mai tritt Horst Köhler als Bundespräsident von Deutschland zurück.
- 2011: Am 17. Dezember stirbt der nordkoreanische Diktator Kim Jong-il, Nachfolger wird sein Sohn Kim Jong-un.
- 2012: Am 17. Februar tritt Christian Wulff als Bundespräsident von Deutschland zurück. Joachim Gauck wird neuer Präsident.
- 2012: François Hollande wird am 15. Mai neuer Staatspräsident in Frankreich.
- 2012: Am 7. Mai wird Wladimir Putin das dritte Mal zum russischen Präsidenten ernannt. Zugleich entbrennt eine weltweite Diskussion über den Umgang der regierungskritischen Band Pussy Riot, die am 17. August wegen „Rowdytums aus religiösem Hass“ zu zwei Jahren Straflager verurteilt wird.
- 2012: Am 4. November gewinnt Barack Obama die Präsidentschaftswahl in den Vereinigten Staaten und tritt seine zweite Amtszeit an.
- 2013: Am 14. März wird Xi Jinping neuer Staatspräsident der Volksrepublik China.
- 2013: Hassan Rohani wird am 3. August 2013 Präsident des Iran.
- 2013: Am 22. September gewinnt die CDU unter Angela Merkel die Bundestagswahl und bildet darauf eine Große Koalition.
- 2016: Am 8. November wird Donald Trump zum 45. Präsidenten der Vereinigten Staaten gewählt.
- 2017: Am 26. Jänner wird Alexander Van der Bellen als Bundespräsident von Österreich angelobt.
- 2017: Frank-Walter Steinmeier wird  deutscher Bundespräsident, Emmanuel Macron französischer Staatspräsident.
- 2017: Bei der Bundestagswahl am 24. September werden die Unionsparteien stärkste Fraktion.  Auch die populistische und rechtskonservative Partei Alternative für Deutschland zog erstmals, mit 12,6 % der Stimmen in den Bundestag ein und stellt die größte Oppositionsfraktion.
- 2017: Bei der vorgezogenen Nationalratswahl in Österreich geht die ÖVP unter der Führung von Sebastian Kurz als stimmenstärkste Partei hervor und wird am 18. Dezember in Koalition mit der FPÖ als Bundesregierung angelobt.
- 2019: Im Zuge der Ibiza-Affäre zerbricht die Schwarz-blaue Koalition in Österreich; bei der vorgezogenen Neuwahl am 29. September sind ÖVP und Die Grünen die Wahlgewinner.

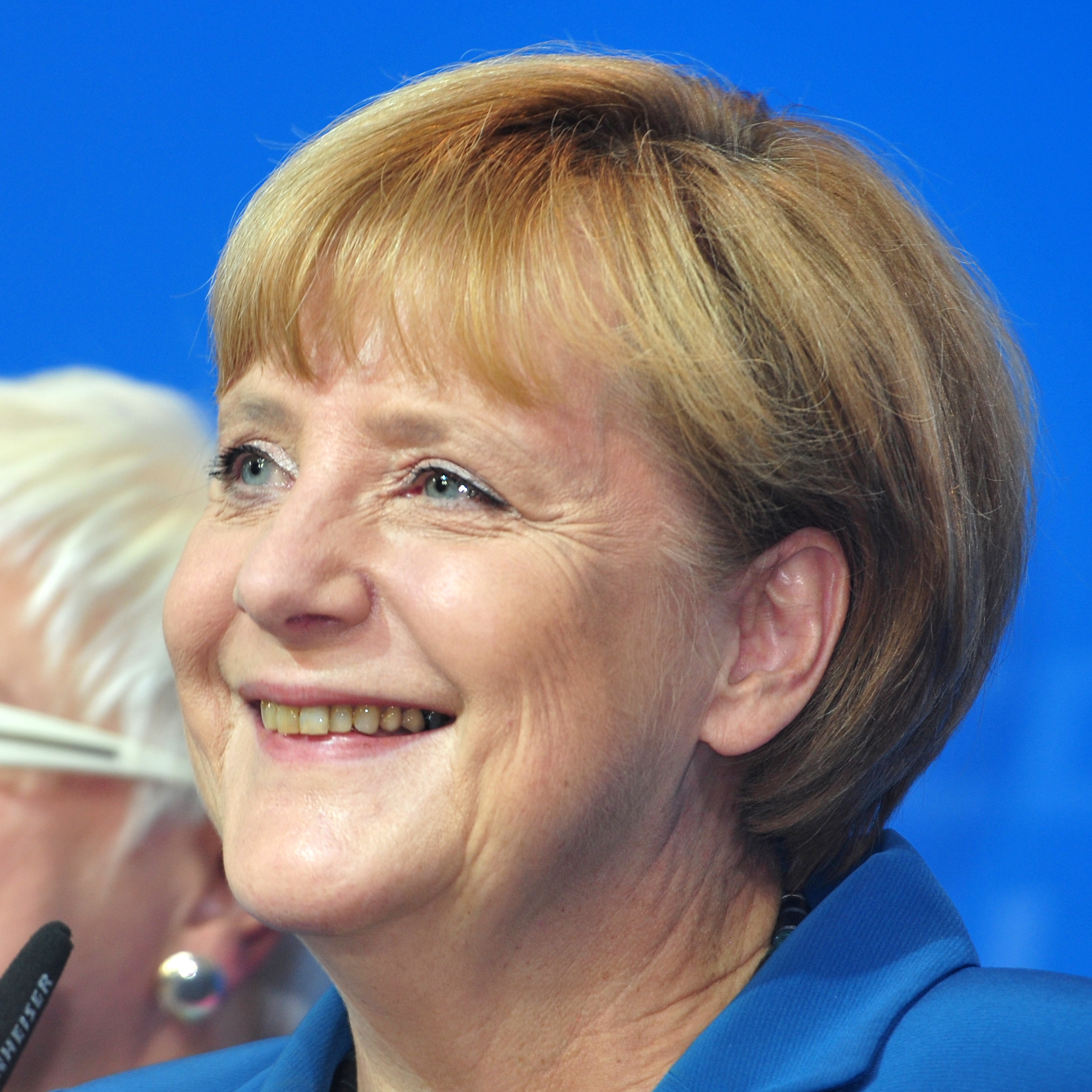
Angela Merkel 2013 bei der Verkündung der Wahlergebnisse
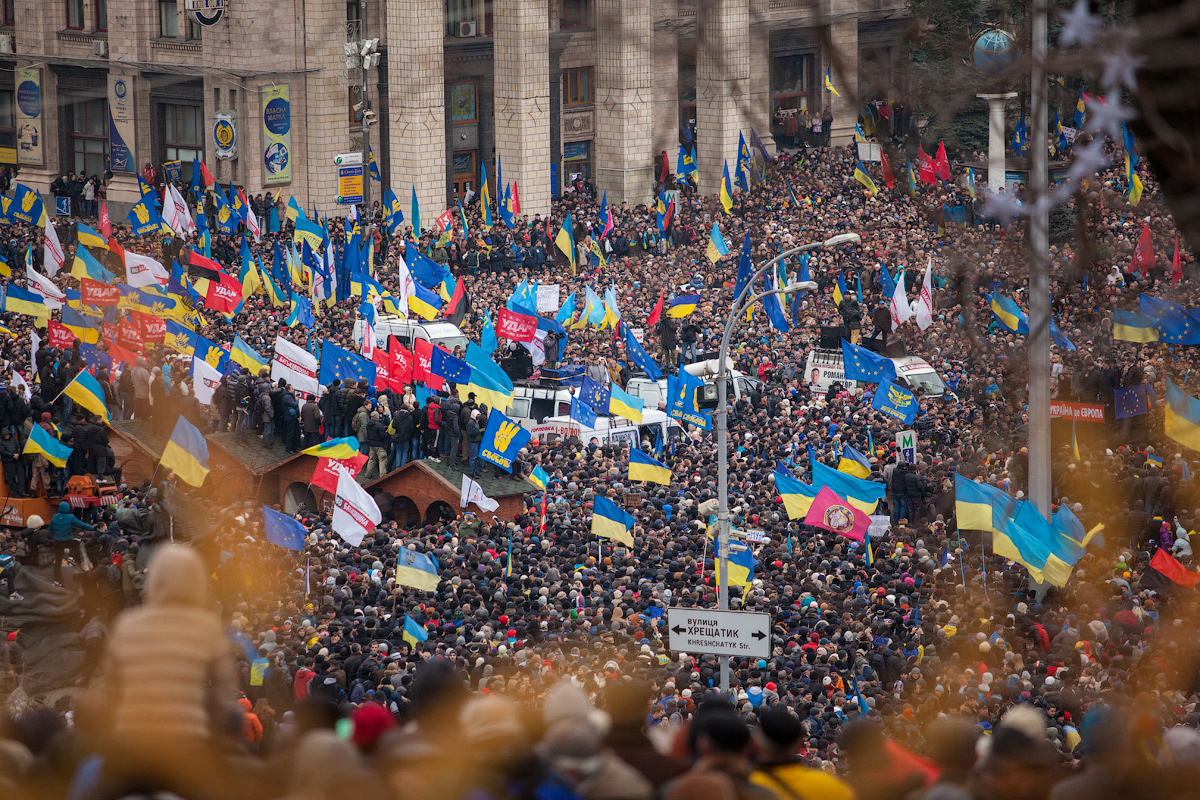
Demonstrationen in der Ukraine haben 2014 zum Sturz von Präsident Wiktor Janukowytsch geführt
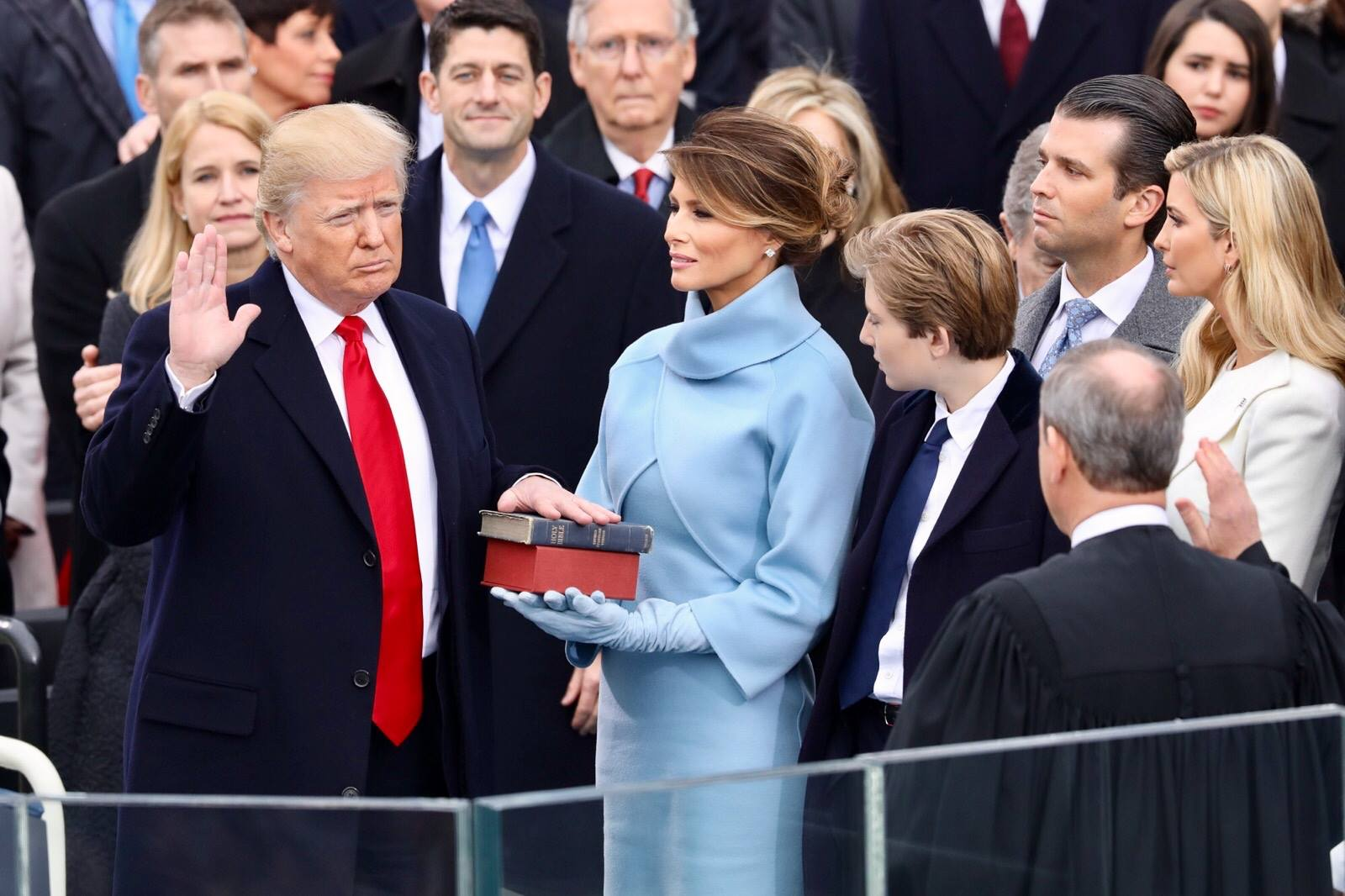
Donald Trump legt seinen Amtseid ab, 20. Januar 2017

### Wirtschaft

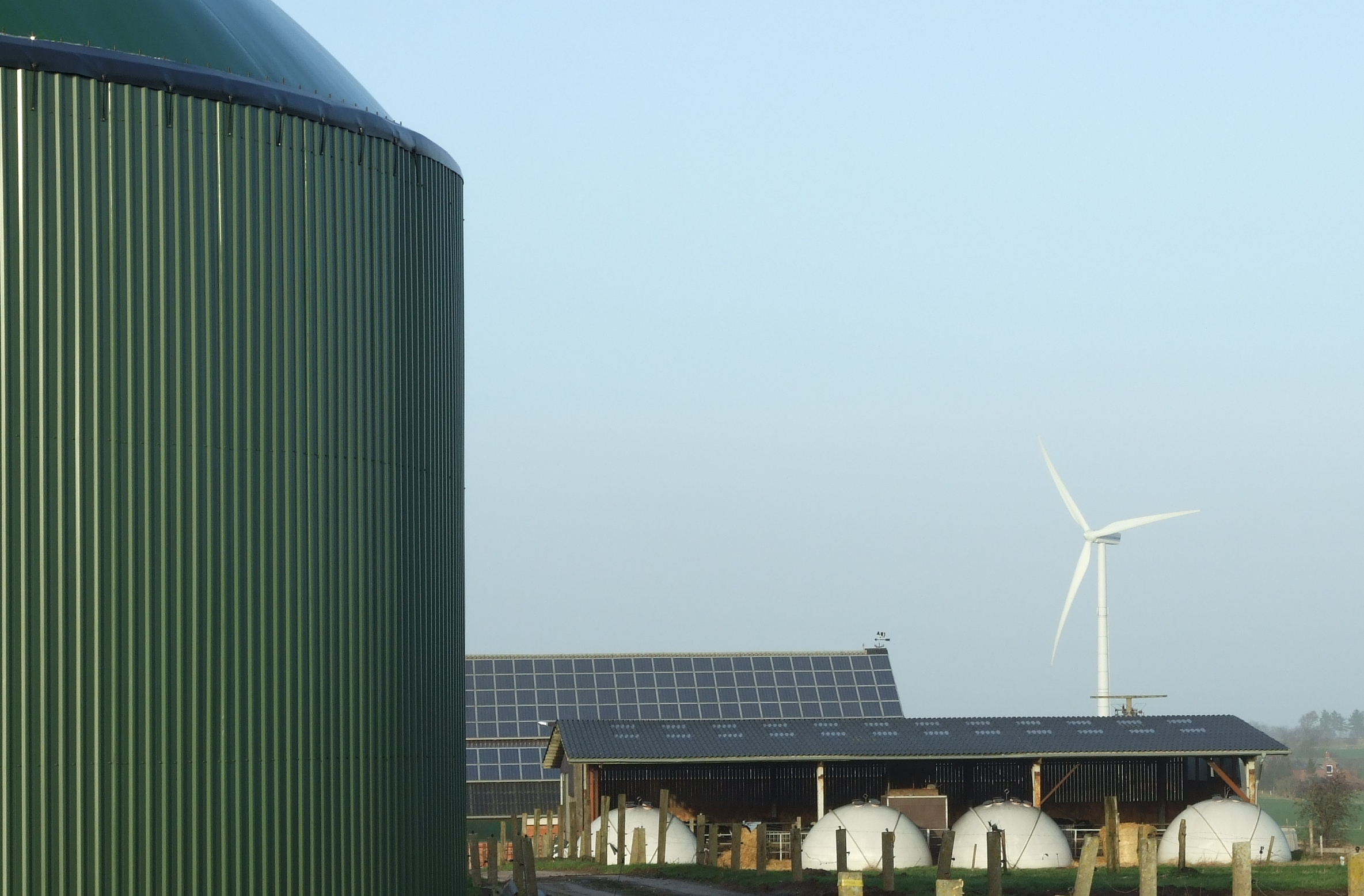
Beispiele der Gewinnung erneuerbarer Energieträger: Biogas, Photovoltaik und Windenergie

- Die Weltwirtschaft erholt sich nach der Finanzkrise 2008, stattdessen beschäftigt die Eurokrise dieses Jahrzehnt die Weltwirtschaft
- Die US-amerikanische Regierung steht Anfang des Jahrzehnts vor der Fiskalklippe.
- Ausbau der erneuerbaren Energien durch Sonnenenergie und Windkraft
- Handelskonflikt zwischen den Vereinigten Staaten und der Volksrepublik China ab 2018
- 2010: Eröffnung des höchsten Gebäudes der Welt am 4. Januar, dem Burj Khalifa.
- Sommer 2011: Die deutsche Bundesregierung unter Angela Merkel beschließt den Ausstieg aus der Atomenergieproduktion in Deutschland, ab 2023 wird es in Deutschland keinen Atomstrom geben.
- 2012: Am 22. Mai wird der Tokyo Skytree in der japanischen Hauptstadt eröffnet, das zweithöchste Bauwerk der Welt.
- 2013: Am 2. Mai Einführung neuer 5-Euro-Banknoten in der Eurozone.
- 2014: Am 1. Januar von der EU geplante Bankenunion tritt in Kraft.
- 2014: Am 3. November wird das One World Trade Center eröffnet.
- 2014: Am 23. September Einführung neuer 10-Euro-Banknoten in der Eurozone.
- 2015: Am 18. März wird der Neubau der Europäischen Zentralbank eröffnet.
- 2015: Am 25. November Einführung neuer 20-Euro-Banknoten in der Eurozone.
- 2017: Am 4. April Einführung neuer 50-Euro-Banknoten in der Eurozone.
- 2017: Am 21. September tritt das CETA-Abkommen zwischen der EU und Kanada vorläufig und teilweise in Kraft.
- 2019: Am 1. Februar tritt das Freihandelsabkommen EU-Japan in Kraft.
- 2019: Am 28. Mai Einführung neuer 100- und 200-Euro-Banknoten in der Eurozone.

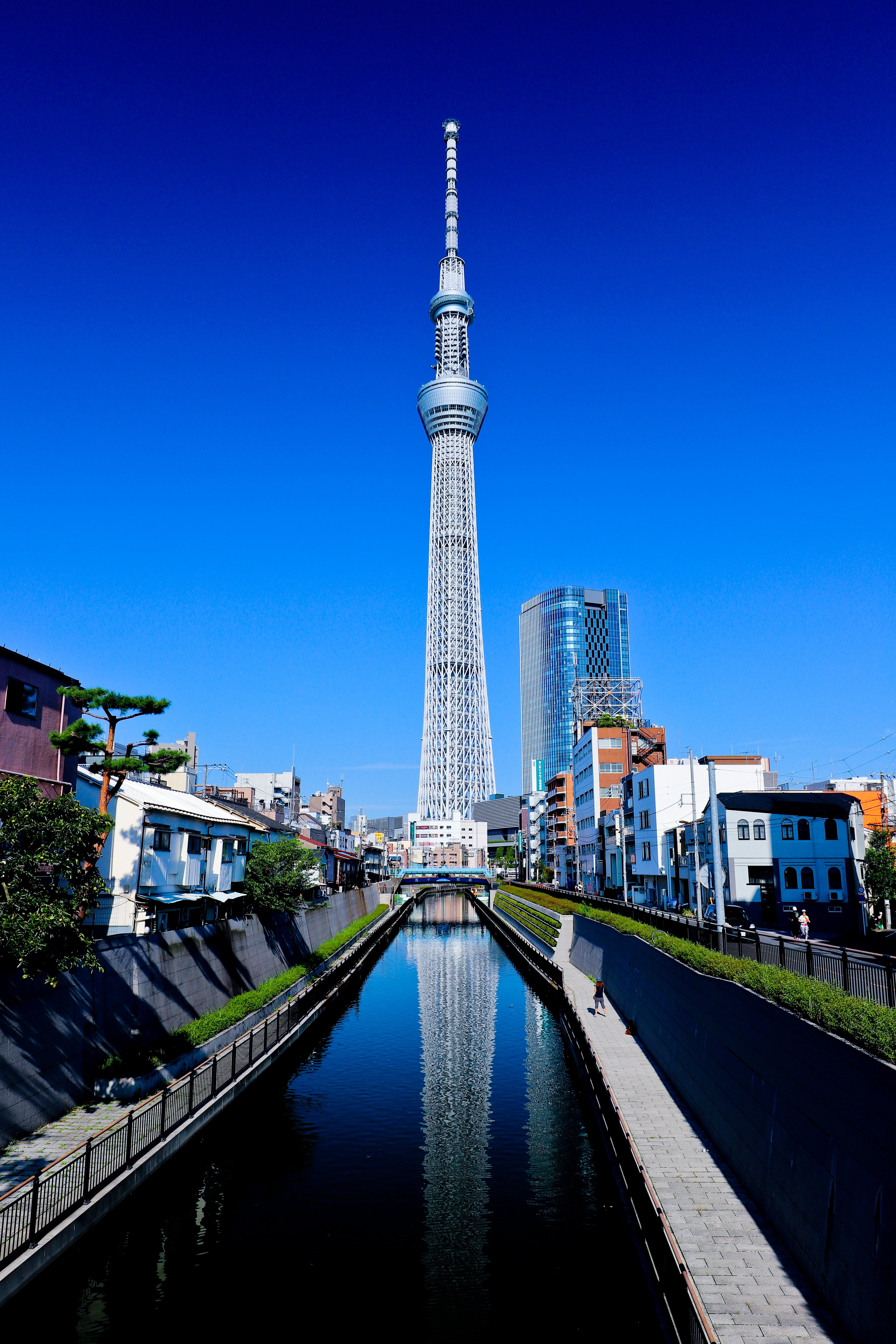
Tokyo Skytree
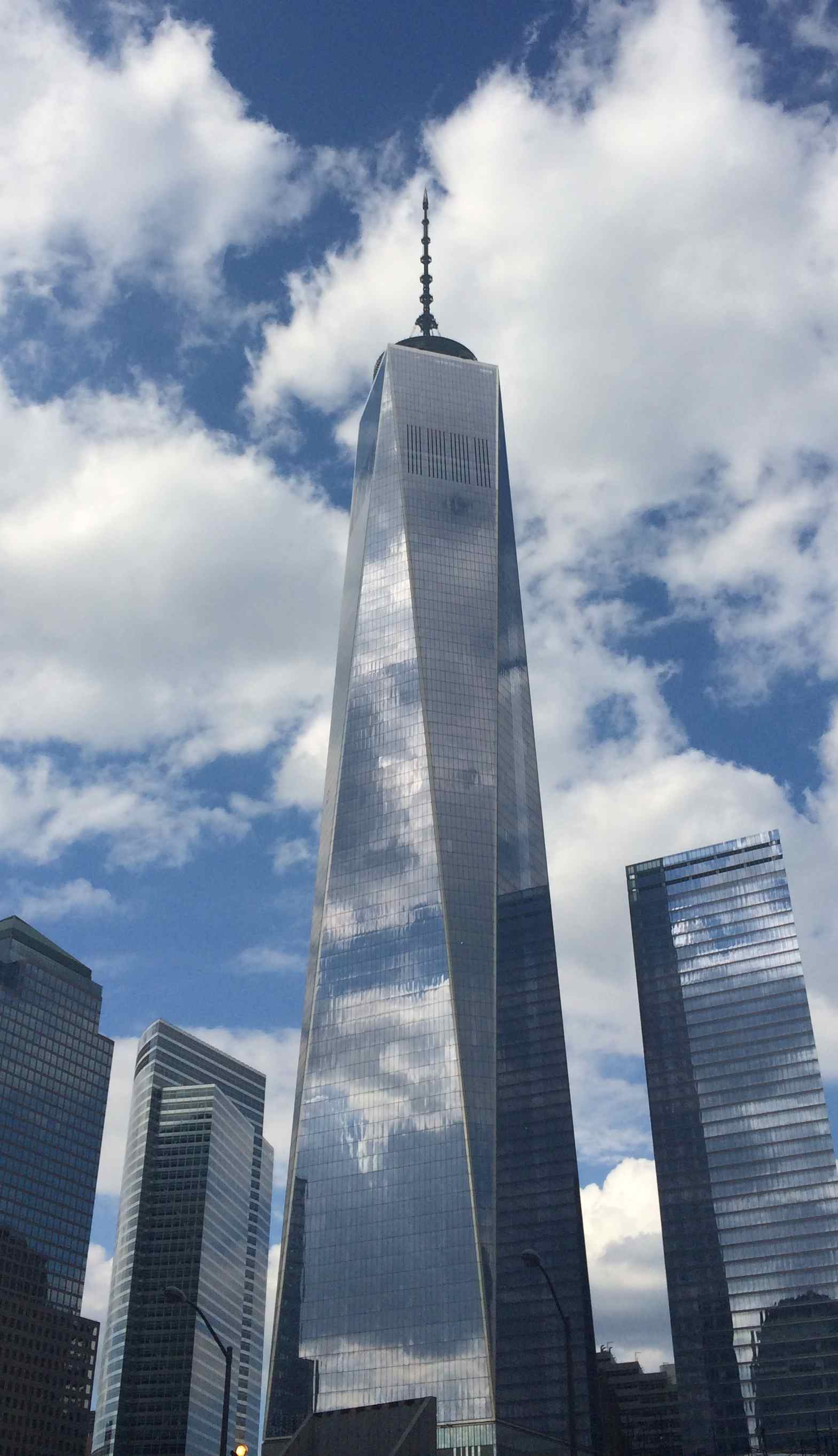
One World Trade Center
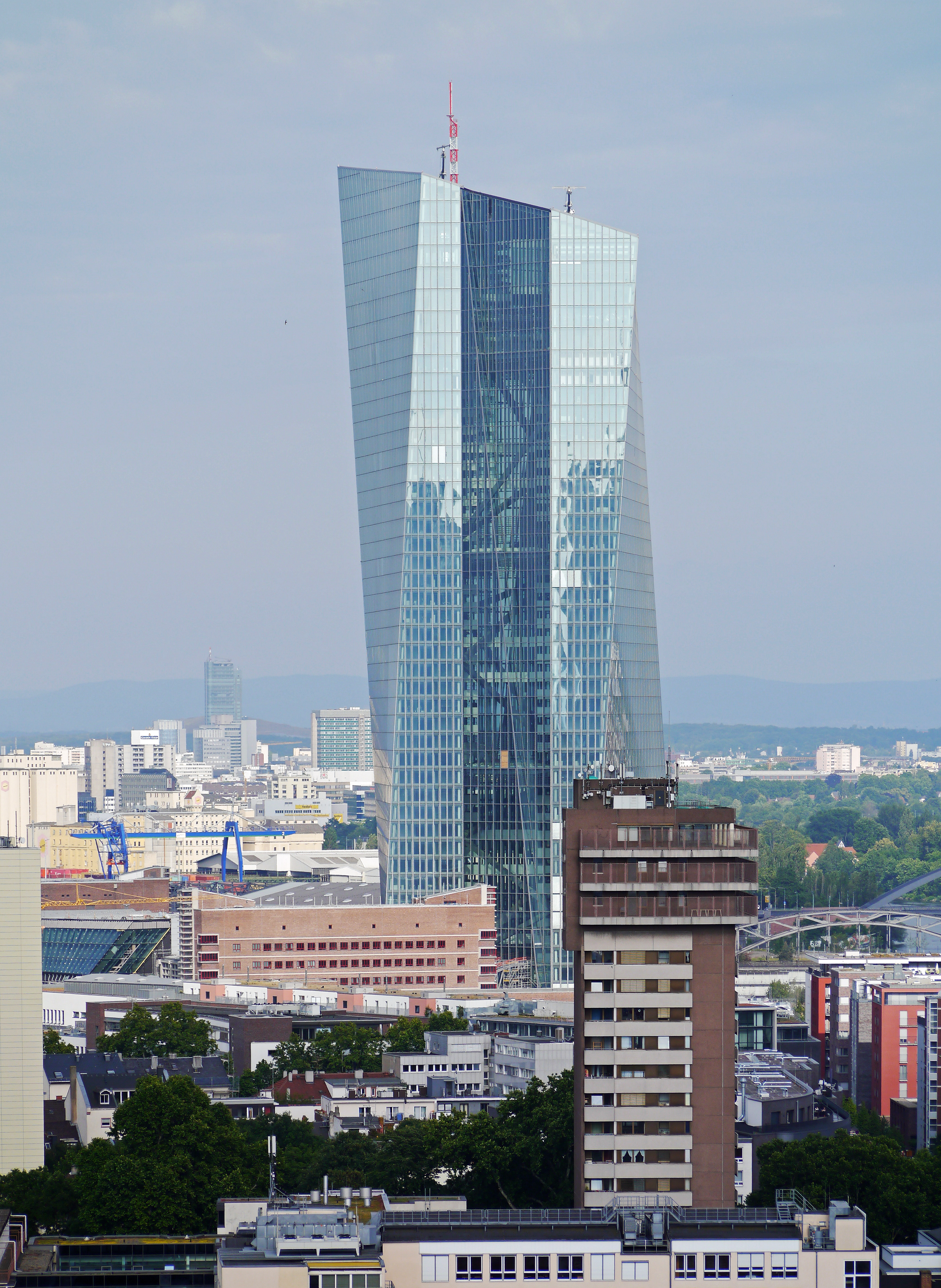
Neubau der Europäischen Zentralbank

### Katastrophen

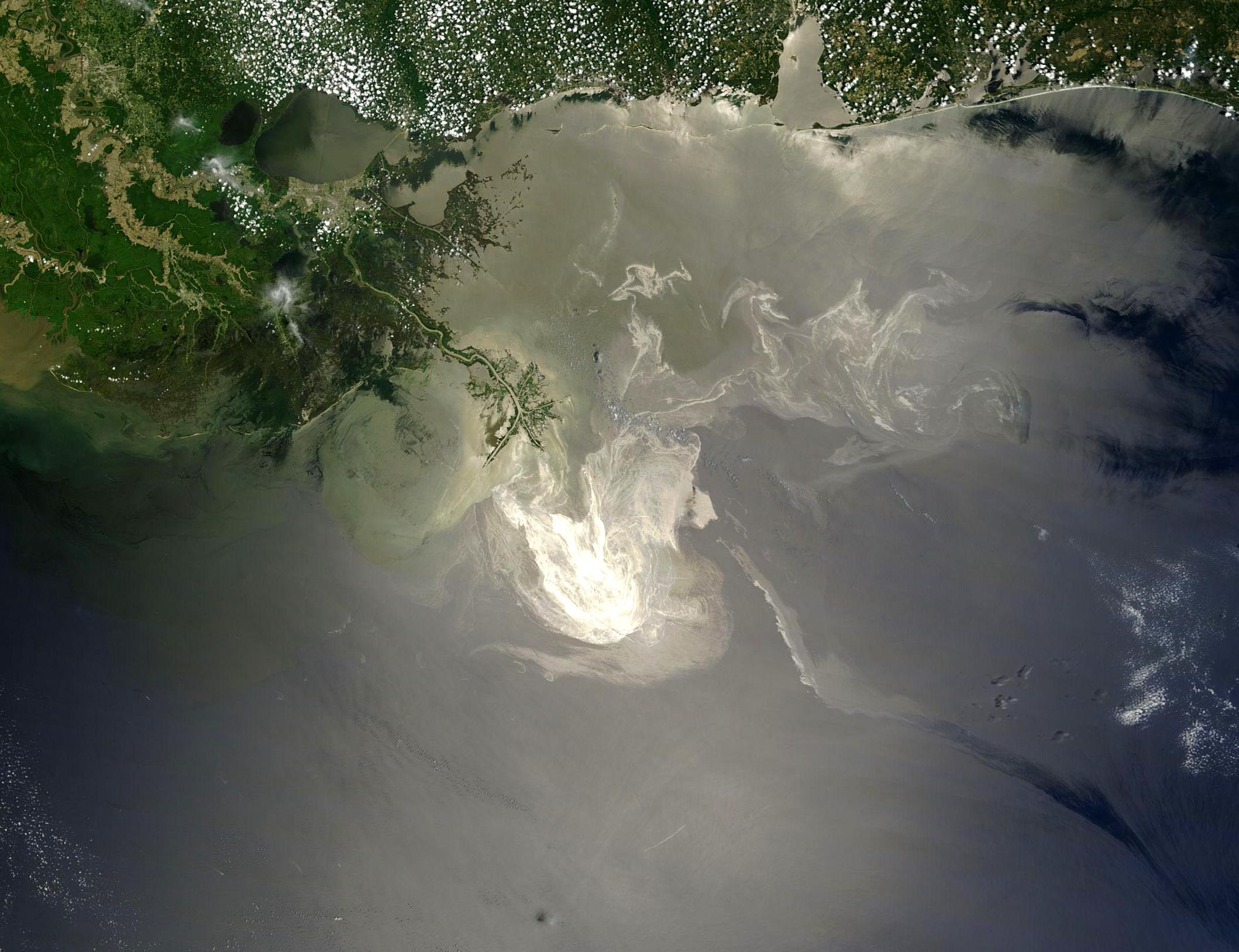
Ölkatastrophe Deepwater Horizon

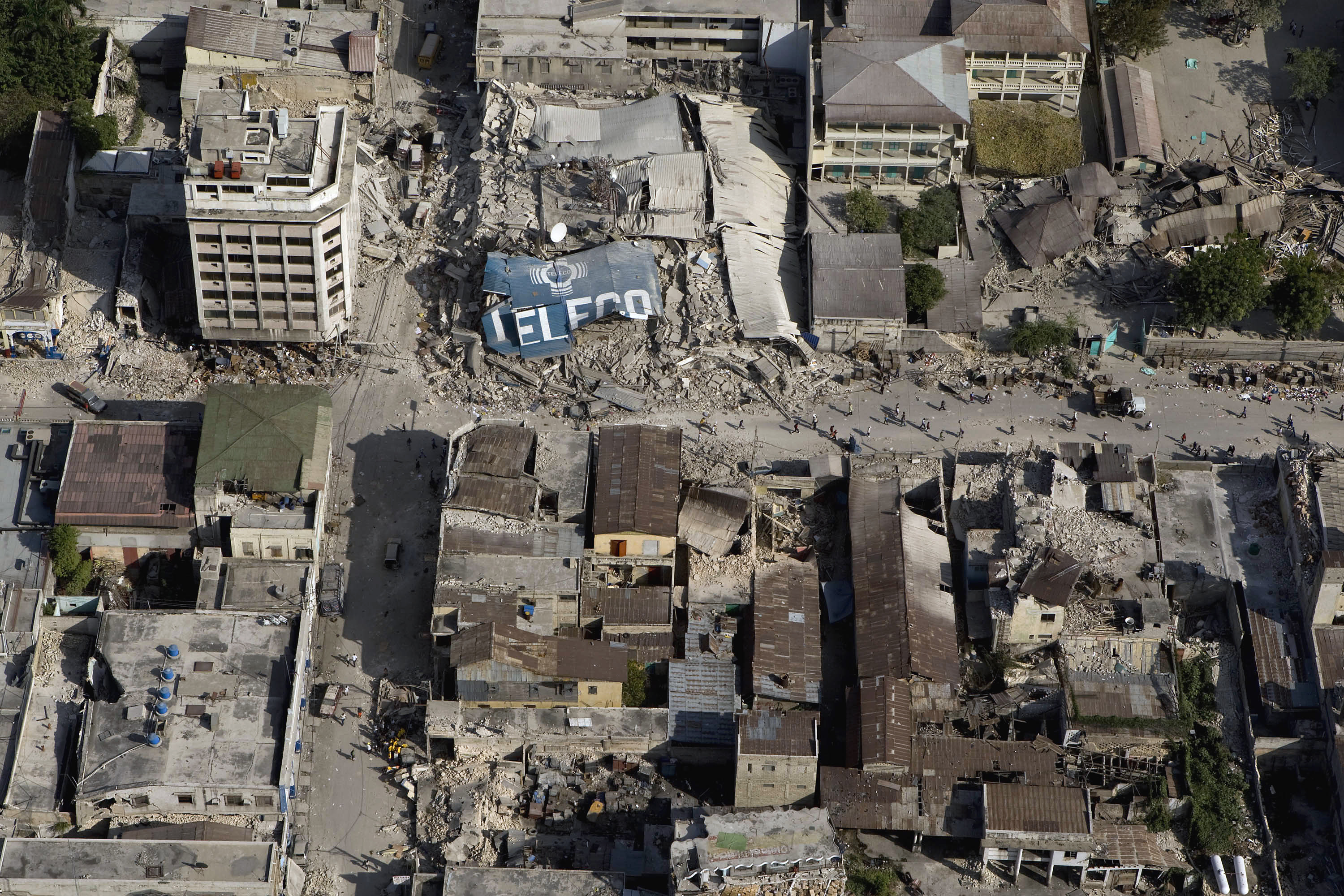
Erdbeben in Port-au-Prince, 13. Januar 2010

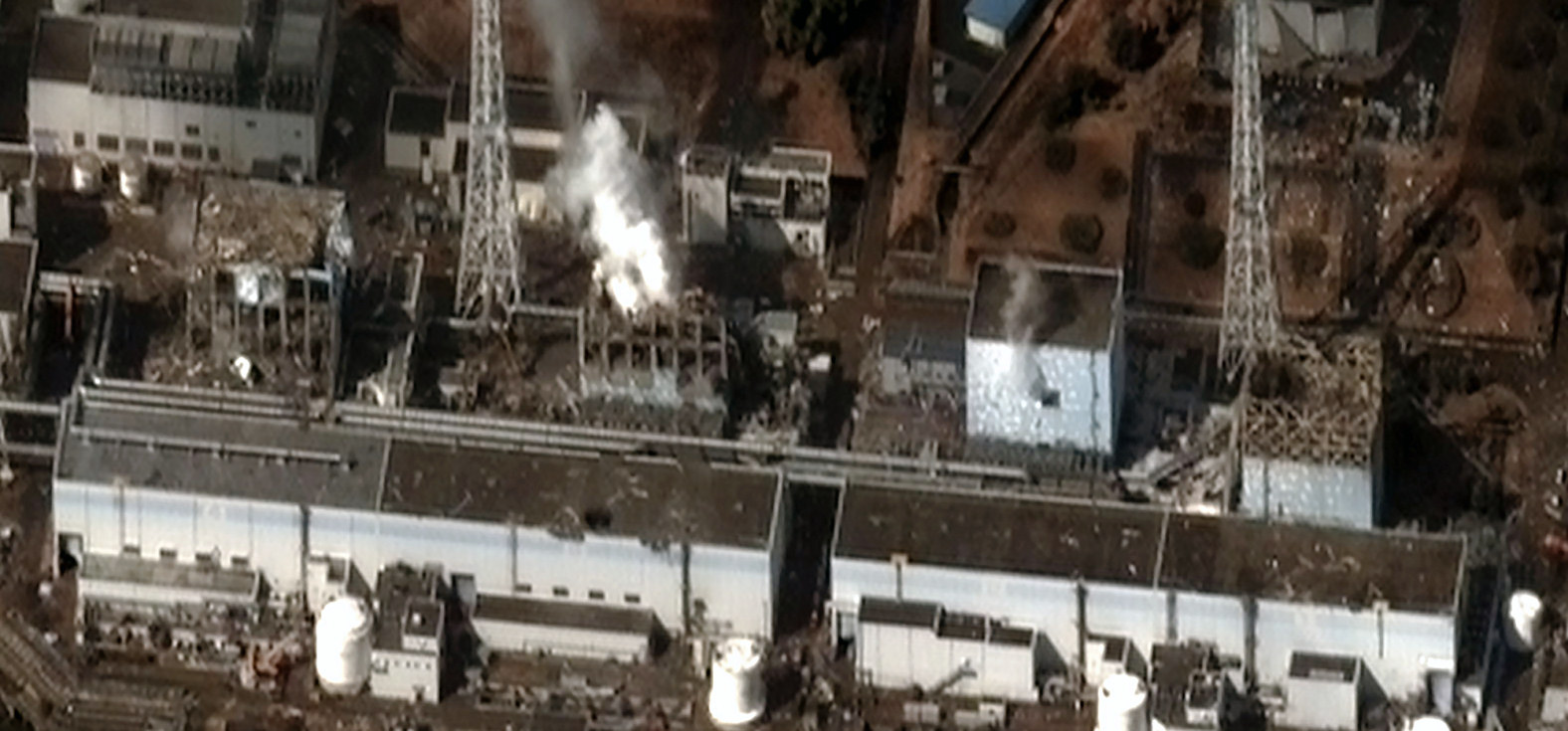
Fukushima I

- 2010: Bei einem Erdbeben der Magnitude 7,0 am 12. Januar in der Nähe von Port-au-Prince, der Hauptstadt von Haiti sterben schätzungsweise 300.000 Menschen, 1,2 Millionen werden obdachlos. Es handelt sich um das bisher schwerste Beben in der Geschichte Nord- und Südamerikas.
- 2010: Bei dem Flugunfall von Smolensk 2010 am 10. April sterben alle 96 Insassen, darunter Polens Staatspräsident Lech Kaczyński und weitere Persönlichkeiten aus Politik und dem Militär.
- 2010: Eine Explosion der Bohrinsel Deepwater Horizon am 20. April führt zur schlimmsten Ölkatastrophe der Vereinigten Staaten von Amerika.
- 2010: Am 24. Juli kommt es während der Loveparade in Duisburg zu einer Massenpanik, bei der 21 Menschen sterben. Mindestens 652 weitere Personen werden zum Teil schwer verletzt.
- 2010: Die Aschewolke nach dem Ausbruch des Vulkans Eyjafjallajökull auf Island führt zu Stilllegungen des europäischen Luftverkehrs.
- 2010: Im Juli und August kommen durch die Überschwemmungskatastrophe in Pakistan etwa 2000 Menschen ums Leben, Hunderttausende werden obdachlos.
- 2011: Am 22. Februar kommt es in Neuseeland zu einem schweren Erdbeben der Magnitude 6,3. Durch die Auswirkungen des Bebens wurden 166 Menschen getötet und 4460 verletzt. In Christchurch und Umgebung wurden zahlreiche Gebäude zerstört oder schwer beschädigt.
- 2011: Am 11. März kommt es in Japan zu einem schweren Erdbeben der Magnitude 9,0, das einen Tsunami und die Nuklearkatastrophe von Fukushima zur Folge hat.
- 2012: Das Kreuzfahrtschiff Costa Concordia schlug am 13. Januar vor Insel Giglio leck. Bei dem Unglück kommen 32 Menschen ums Leben. Am 16. September 2013 wurde mit der Bergung des Schiffes begonnen.
- 2012: Bei dem Hurrikan Sandy Ende Oktober kommen in der Karibik und an der amerikanischen Ostküste 253 Menschen ums Leben.
- 2013: In Deutschland, Österreich und Tschechien kommt es aufgrund von starken Niederschlägen zu vielen Überschwemmungen (Hochwasser in Mitteleuropa 2013).
- 2013: Am 3. Oktober kommen beim Untergang eines Schiffes mit überwiegend afrikanischen Bootsflüchtlingen vor der Insel Lampedusa im Mittelmeer etwa 390 Menschen ums Leben.
- 2013: Der Taifun Haiyan trifft auf die Philippinen, 6000 Menschen sterben.
- 2013/2014: Überschwemmungen in England richten Schäden in Milliardenhöhe an.
- 2014: Der Malaysia-Airlines-Flug 370 mit 239 Menschen an Bord verschwindet am 8. März auf dem Weg von Kuala Lumpur nach Peking und gilt seitdem als vermisst.
- 2014: Am 17. Juli wird der Malaysia-Airlines-Flug 17 auf dem Weg von Amsterdam nach Kuala Lumpur über der Ostukraine abgeschossen; alle 298 Insassen sterben.
- 2014: Das seit Mitte 2014 in Westafrika epidemisch auftretende Ebolafieber hält an; bei angenommener hoher Dunkelziffer hat bis 8. März 2015 die Zahl der Todesopfer 9976 erreicht.
- 2015: Der Germanwings-Flug 9525 verunglückt am 24. März auf dem Weg von Barcelona nach Düsseldorf in Frankreich, 150 Menschen an Bord verlieren ihr Leben.
- 2015: Bei mehreren Erdbeben in Nepal mit Magnituden von bis zu 7,8 kommen im April und Mai über 8000 Menschen ums Leben.
- 2017: Bei einem Brand im Londoner Grenfell Tower am 14. Juni kommen 71 Menschen ums Leben.
- 2017: Bei zwei Erdbeben in Mexiko am 8. und am 19. September kommen über 400 Menschen ums Leben.
- 2018: Nachdem eine zwölfköpfige Fußballmannschaft in Thailand in einer Höhle eingeschlossen wurde, beginnt die Rettungsaktion in der Tham Luang, bei der alle Mitglieder gerettet werden konnten. Ein Taucher stirbt aufgrund eines Sturzes.
- 2019: Der Brand von Notre-Dame in Paris am 15. und 16. April  zerstört das Dach der Kathedrale und verursacht Schäden in Millionenhöhe.
- 2019: Die Waldbrände im Amazonas-Regenwald sorgen international für Bestürzung, nicht zuletzt aufgrund der Bedeutung für das Weltklima, und sind auch Thema beim G7-Gipfel in Biarritz.
- 2019: Durch die schweren Buschbrände in Australien kommen schätzungsweise 1 Milliarde Tiere ums Leben.
- 2019: Am 31. Dezember werden in der chinesischen Stadt Wuhan die ersten Infizierten mit dem neuartigen Virus SARS-CoV-2 offiziell bestätigt.

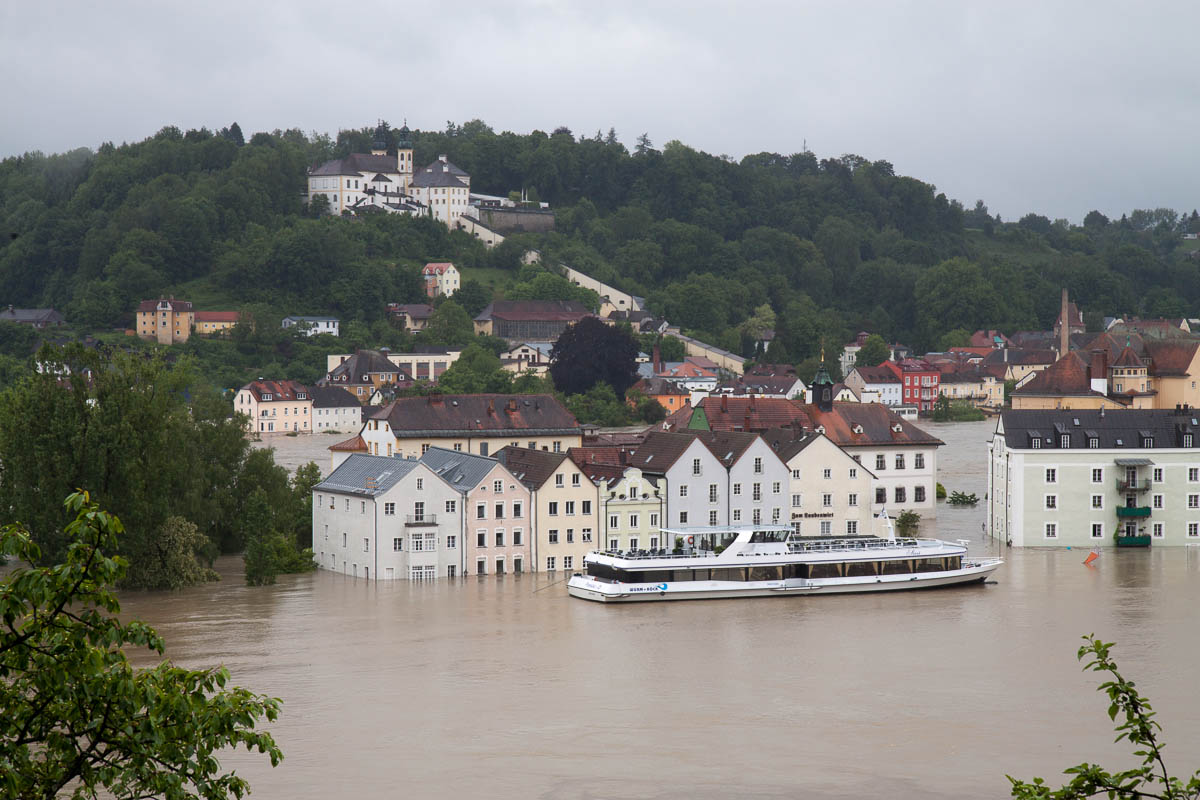
Hochwasser in Mitteleuropa 2013
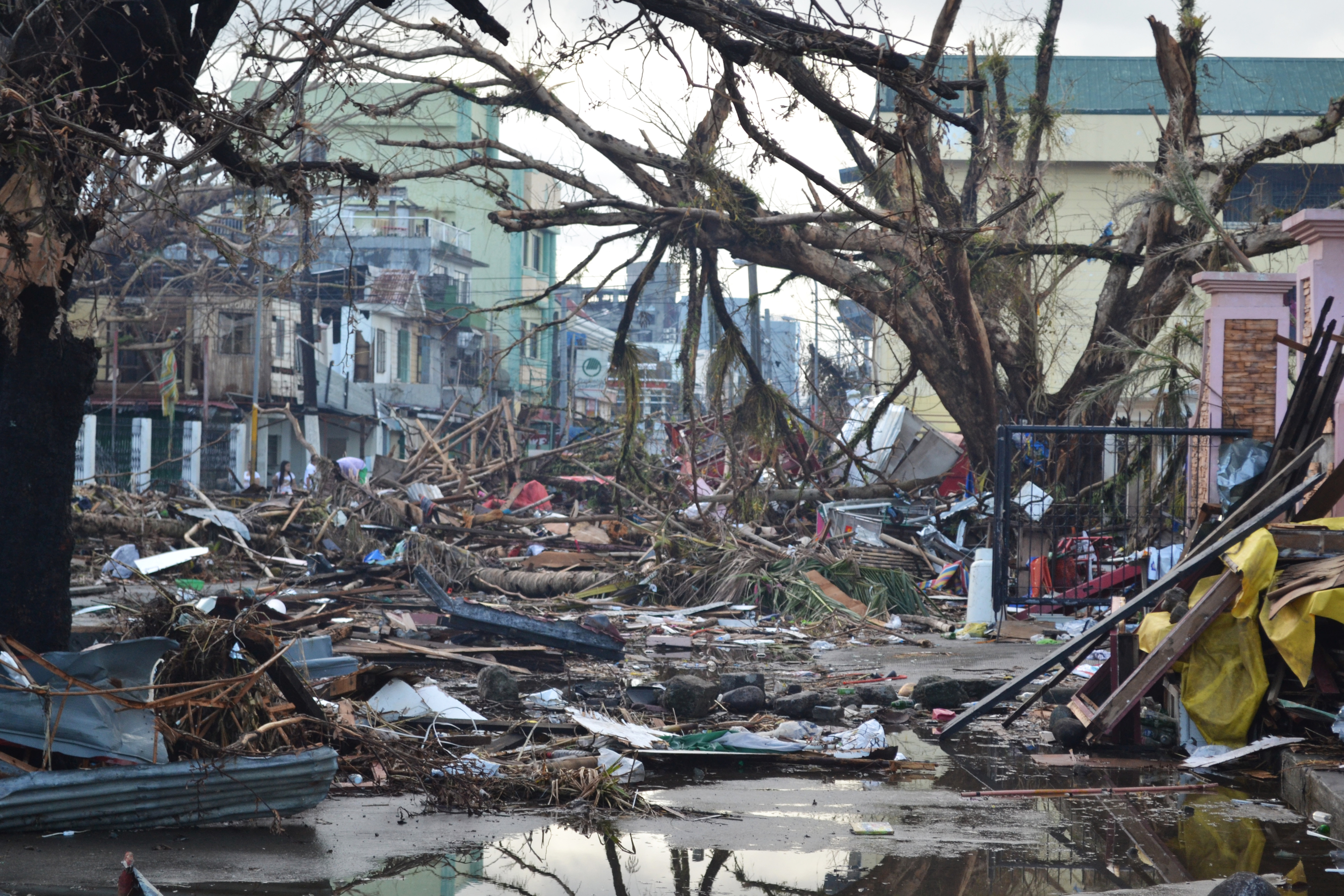
Zerstörungen in den Philippinen durch den Taifun Haiyan
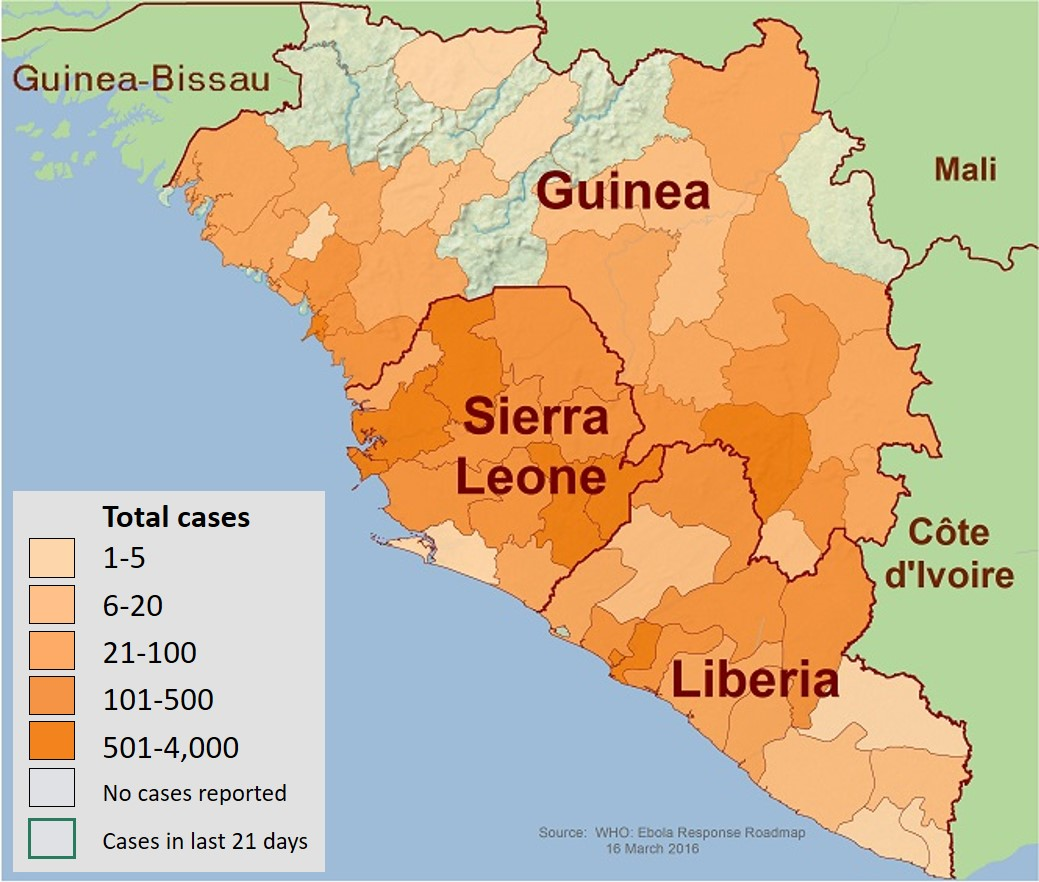
Ebolafieber-Epidemie
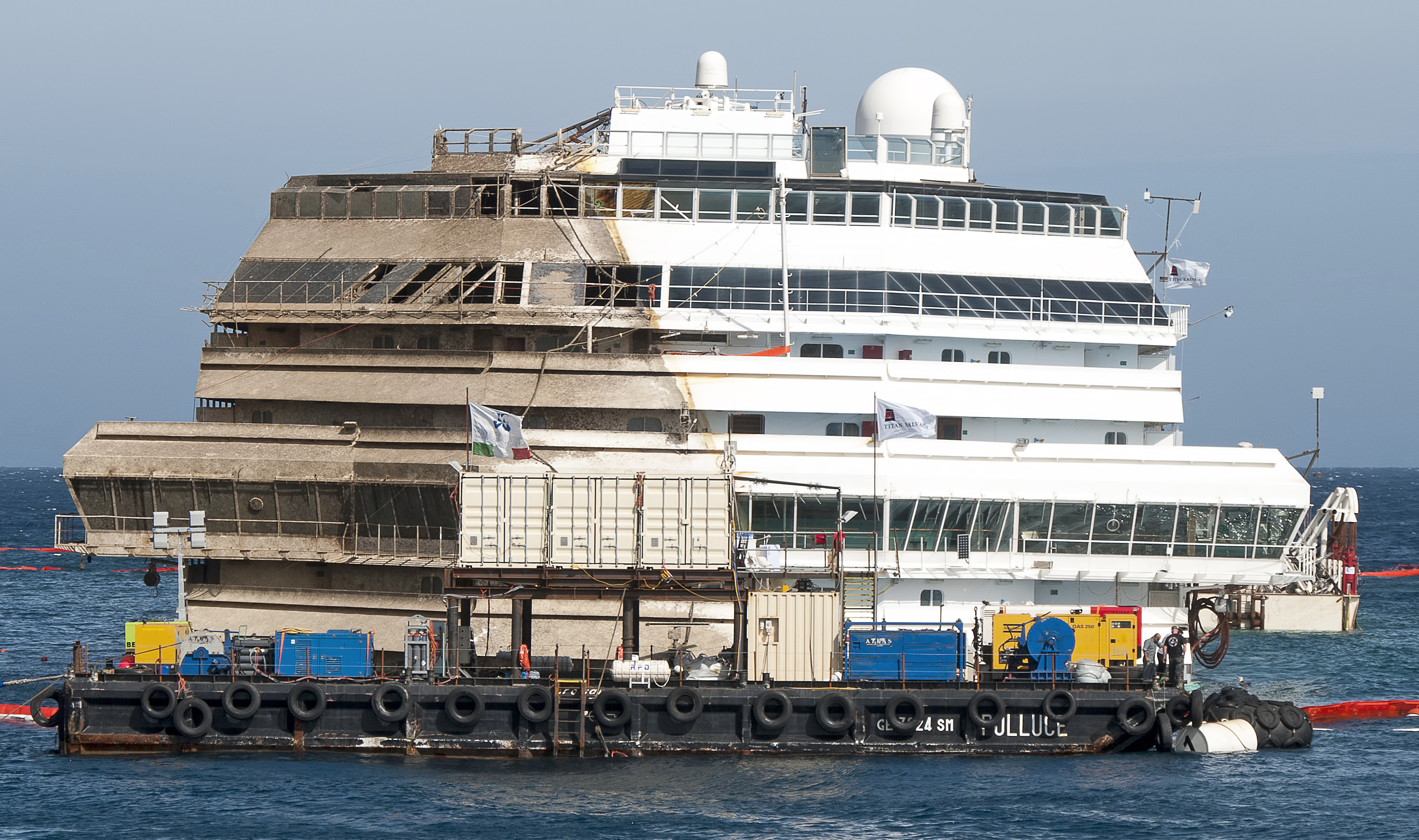
Die aufgerichtete Concordia
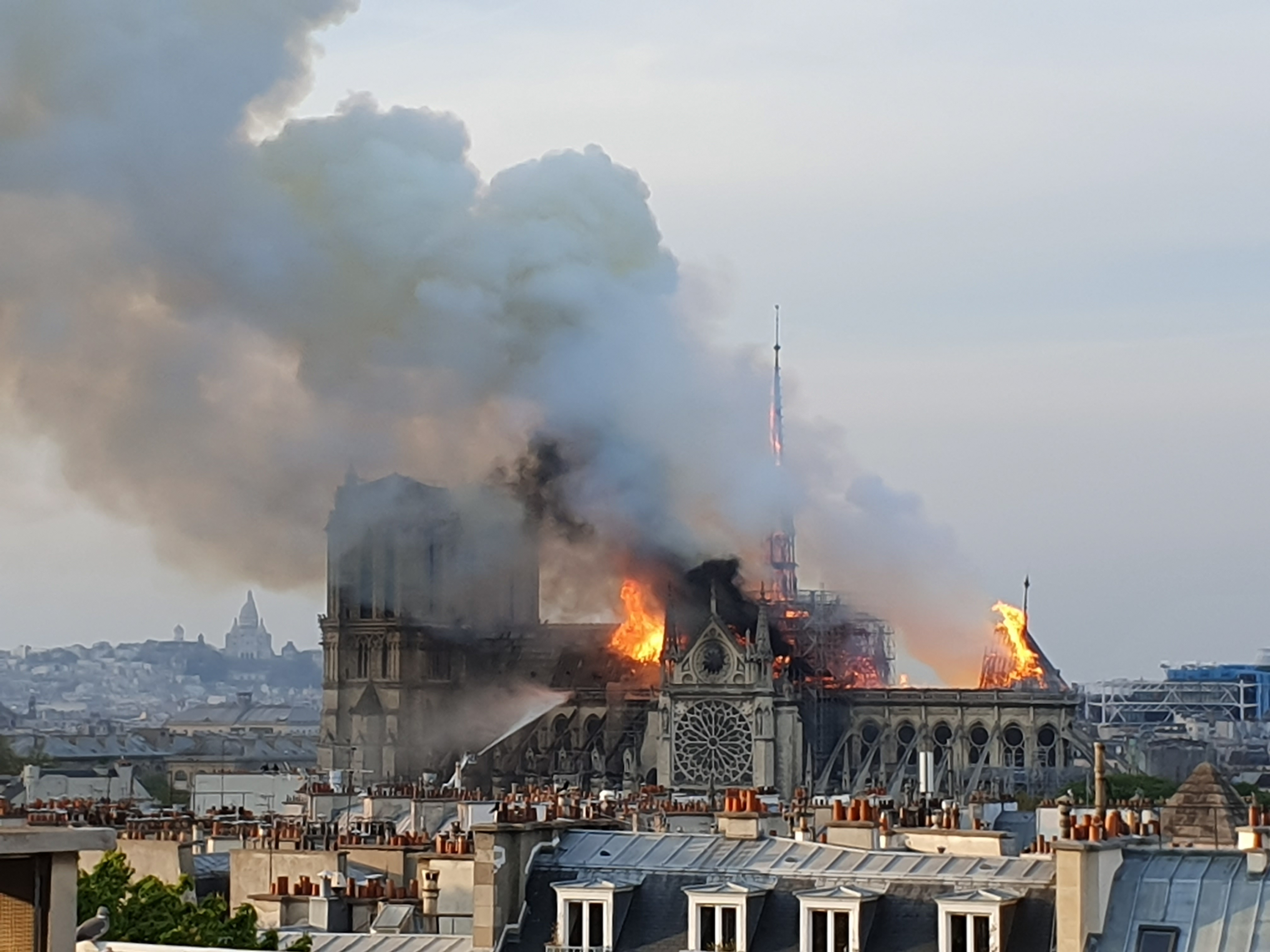
Brand von Notre-Dame in Paris, 15. April 2019

### Terroranschläge

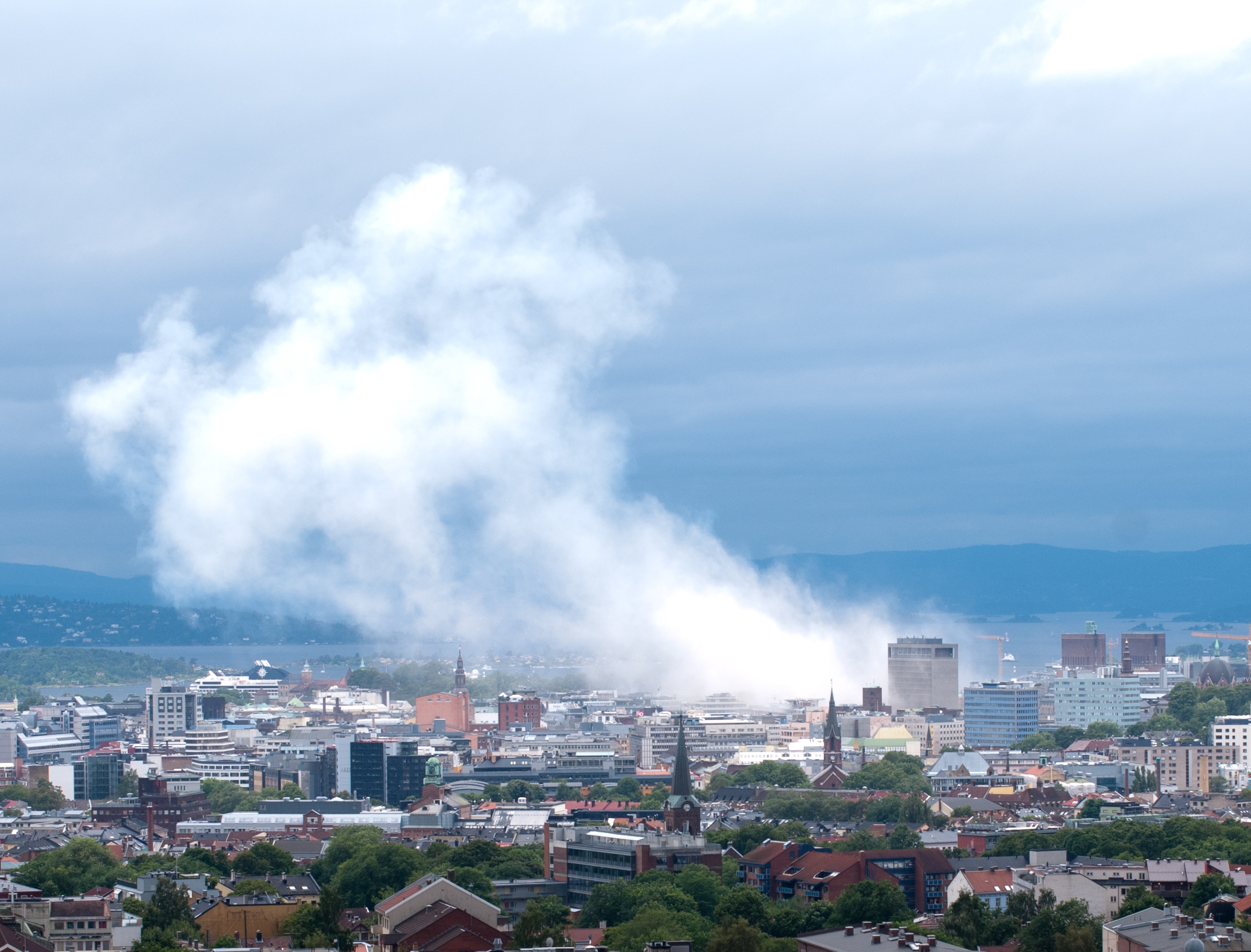
Anschläge in Norwegen 2011

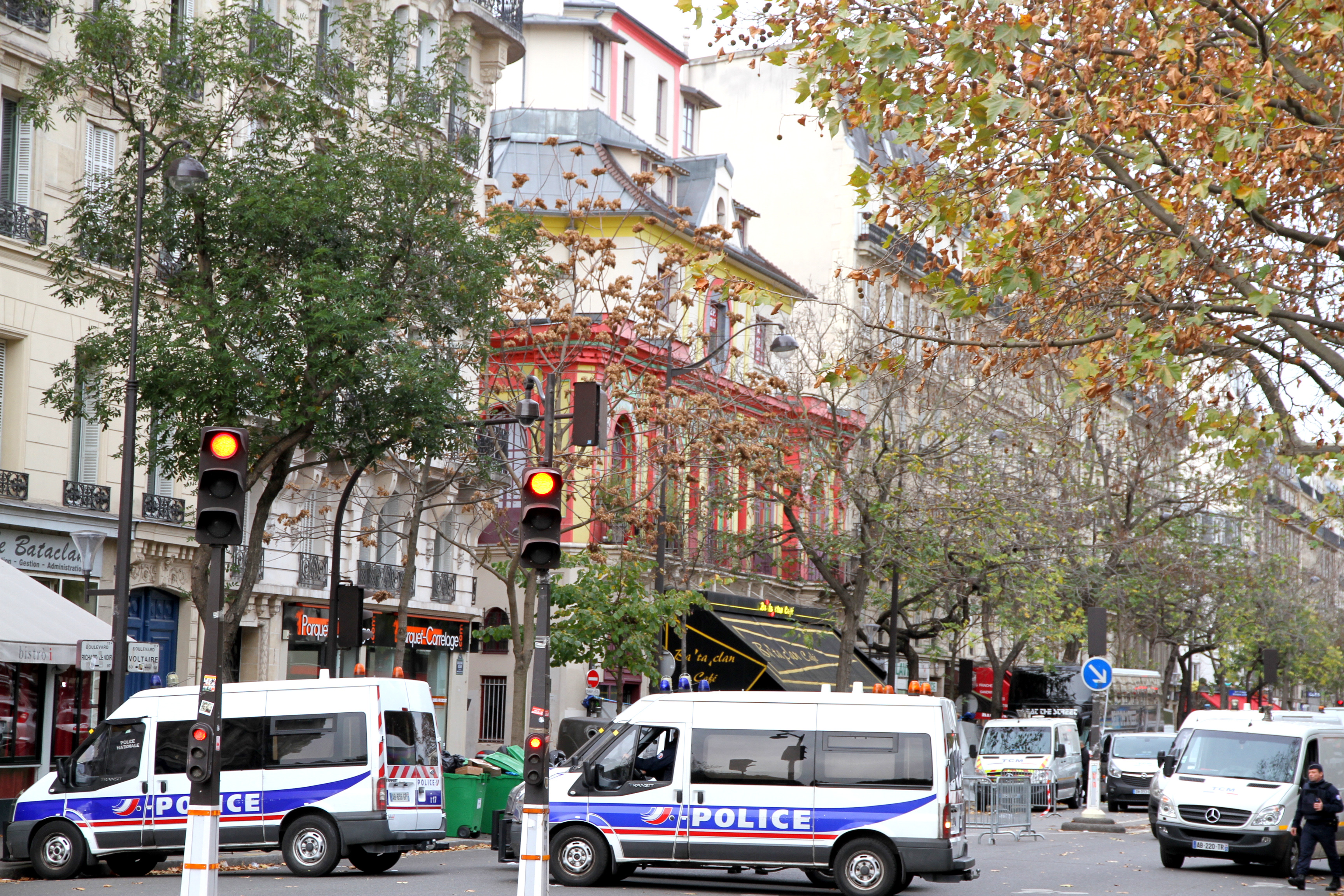
Polizeifahrzeuge am Bataclan-Theater nach den Terroranschlägen in Paris

- 2010: Bei den Anschlägen auf die Moskauer Metro am 29. März werden 40 Menschen getötet und über 100 verletzt.
- 2011: Der Terroranschlag am Flughafen Moskau-Domodedowo am 24. Januar fordert 37 Tote und 168 Verletzte.
- 2011: Bei den Anschlägen in Norwegen durch den rechtsextremistischen Attentäter Anders Behring Breivik am 22. Juli kommen 77 Menschen ums Leben.
- 2013: Beim Anschlag auf den Boston-Marathon am 15. April werden drei Menschen getötet und über 260 weitere verletzt.
- 2013: Beim Überfall auf das Westgate-Einkaufszentrum in Nairobi am 21. September werden über 60 Menschen getötet und hunderte weitere verletzt.
- 2013: Bei den Anschlägen in Wolgograd werden insgesamt 40 Zivilisten getötet und mehr als 120 verletzt.
- 2015: Der Anschlag auf Charlie Hebdo, eine französische Satirezeitschrift mit Sitz in Paris, am 7. Januar fordert zwölf Tote.
- 2015: Die Anschläge in Kopenhagen am 14. und 15. Februar haben zwei Tote und fünf Verletzte zur Folge.
- 2015: Am 13. November kommt es erneut zu Terroranschlägen in Paris. Mehrere Attentäter sprengen sich an mehreren öffentlichen Plätzen im ganzen Stadtgebiet in die Luft oder schießen mit Maschinenpistolen um sich. Mindestens 129 Menschen sterben, über 350 werden verletzt.
- 2016: Terroranschläge in Brüssel am 22. März: Am Brüsseler Flughafen Zaventem und in der Innenstadt von Brüssel kommen 35 Personen ums Leben, darunter drei Attentäter und über 300 werden verletzt.
- 2016: Beim Anschlag von Orlando am 12. Juni sterben 49 Menschen, über 50 weitere werden verletzt.
- 2016: Beim Anschlag in Nizza am 14. Juli sterben 86 Menschen, mehr als 400 werden verletzt.
- 2016: Der Anschlag in München am 22. Juli fordert neun Menschenleben und mehrere Verletzte.
- 2016: Bei einem Anschlag auf den Berliner Weihnachtsmarkt an der Gedächtniskirche am 19. Dezember kommen 12 Menschen ums Leben, 48 werden verletzt.
- 2017: Der Terroranschlag in Istanbul am 1. Januar fordert 39 Tote und zahlreiche Verletzte.
- 2017: Beim Terroranschlag in London am 22. März werden sechs Menschen getötet und 40 verletzt.
- 2017: Der Terroranschlag am 3. April 2017 in Sankt Petersburg kostet 15 Menschen das Leben und fordert über 60 Verletzte.
- 2017: Ein Anschlag in Stockholm am 7. April tötet fünf Menschen und verletzt 14 weitere.
- 2017: Ein weiterer Anschlag in Paris am 20. April hat ein Todesopfer und drei Verletzte zur Folge.
- 2017: Dem Terroranschlag in Manchester am 22. Mai fallen 23 Menschen zum Opfer, viele hundert weitere werden verletzt.
- 2017: Bei einem weiteren Terroranschlag in London am 3. Juni sterben acht Menschen, knapp 50 weitere werden verletzt.
- 2017: Der neuerliche Anschlag in London am 19. Juni fordert ein Menschenleben und hat zehn weitere Verletzte zur Folge.
- 2017: Ein Terroranschlag in Barcelona am 17. August hat 14 Tote und 118 Verletzte zur Folge.
- 2017: Beim Anschlag in einer Londoner U-Bahn am 15. September werden 30 Menschen verletzt.
- 2017: Bei einem Anschlag in Mogadischu am 14. Oktober kommen über 300 Menschen ums Leben.
- 2018: Ein Anschlag in Paris am 12. Mai endet mit einem Todesopfer und vier Verletzten.
- 2018: Bei einem Anschlag in Straßburg am 11. Dezember sterben fünf Menschen, elf weitere werden verletzt.
- 2019: Bei einem Terroranschlag auf zwei Moscheen in Christchurch am 15. März verlieren 50 Menschen ihr Leben, 50 weitere werden verletzt.
- 2019: Der Terroranschlag in Sri Lanka am Ostersonntag 2019 fordert über 250 Tote und fast 500 Verletzte.

## Kulturgeschichte
- Der Klimawandel wird zu einem immer öfter diskutierten Thema in Politik und Gesellschaft. Die Globale Erwärmung wird zunehmend sichtbar und das Bewusstsein über die Folgen einer weiteren Verschlimmerung wächst. Die Häufung und Intensität von Naturkatastrophen, das Artensterben, Plastikmüll in den Ozeanen und weitere damit zusammenhängende Probleme stehen dabei modernen Lösungsansätzen wie Nachhaltige Energieversorgung, Begrünung und CO2-Steuer gegenüber. Im Übereinkommen von Paris 2015 wird u. a. das 2-Grad-Ziel vereinbart. Dem gegenüber steht die Klimawandelleugnung, welche auch von Staatsoberhäuptern wie Donald Trump oder Jair Bolsonaro vertreten wird, die wirtschaftliche Interessen über Umwelt- und Klimaschutz stellen. Ab 2018 sorgt die erst 15-jährige Schwedin Greta Thunberg und die von ihr gestartete Bewegung Fridays for Future für weltweite Beachtung. Nicht zuletzt aufgrund der zahlreichen Hitzewellen (in Europa bspw. 2015, 2017, 2018 und 2019) und einer großen Anzahl von Waldbränden (darunter im Amazonas-Regenwald und in Ländern der Nordhalbkugel 2019) rückt der Klimawandel immer öfter in den Fokus der medialen Berichterstattung.
- Die Nutzung von Smartphones und Tabletcomputern ist im Laufe der Dekade nicht nur in allen Industrienationen weit verbreitet. Spätestens gegen Mitte des Jahrzehnts ist die Nutzung des Internets unverzichtbar und ein bedeutender Bestandteil des Alltags der Menschen. Nicht nur Reisen mit Flügen und Unterkünften, Waren für den privaten Gebrauch wie Kleidung, Elektrogeräte oder Möbel sowie nahezu alle Dienstleistungen werden zunehmend über das Internet abgewickelt, sondern auch mehrheitlich Arbeitsstellen oder Immobilien über das Internet vermittelt und Bankangelegenheiten geregelt. Auch die Unterhaltungsbranche macht sich das weltweite Netz zunutze, Streaming-Dienste wie Netflix, Prime Video oder Apple TV werden zunehmend verbreitet und machen dem traditionellen Fernsehen mit eigenen Filmen und Serien Konkurrenz. Fast alle Fernsehsender richten Online-Mediatheken ein, wo die zuvor gesendeten Inhalte abgerufen werden können.
- Die sozialen Netzwerke Facebook, Twitter und Google+ erreichen bei ihren Mitgliedern die 1-Milliarden-Marke und dienen zunehmend auch als Plattformen für politische Diskussionen und Selbstdarstellung für Politiker und Prominente. Auch andere Online- und Messaging-Dienste wie Instagram, Snapchat, Tumblr und WhatsApp finden weite Verbreitung mit hunderten Millionen von Nutzern. Sogenannte YouTuber, Blogger oder Influencer entwickeln sich zu eigenen „Berufssparten“ und werden zu einem immer mehr wahrgenommenen Phänomen im Internet und in anderen Medien.
- Ernährungsweisen wie Vegetarismus, Veganismus oder Flexitarismus werden populär und haben eine Zunahme von veganen Restaurants und Supermärkten zur Folge.

### Technik und Wissenschaft

#### Computer, Kommunikation und Neue Medien

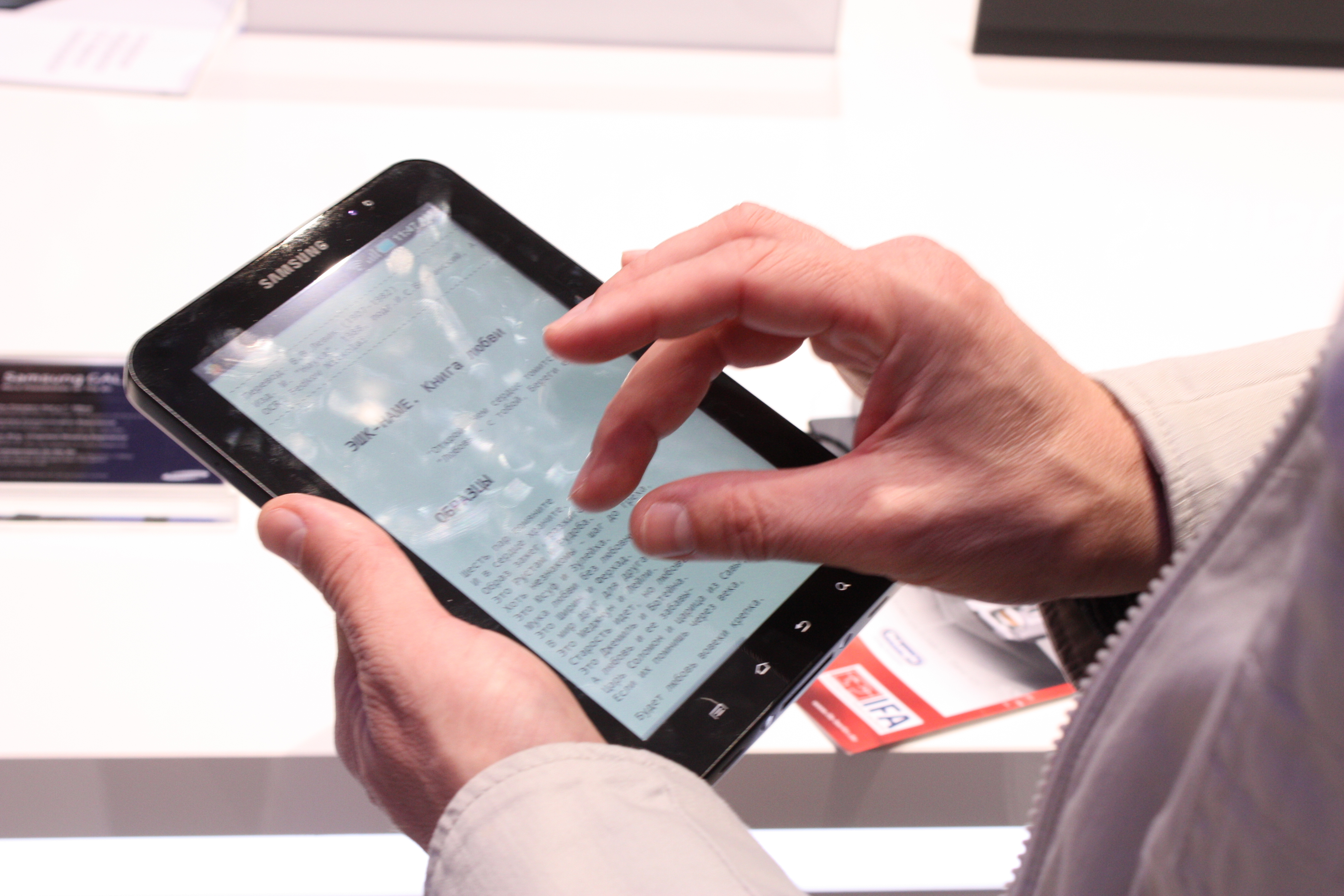
Android-Tablet Samsung Galaxy Tab

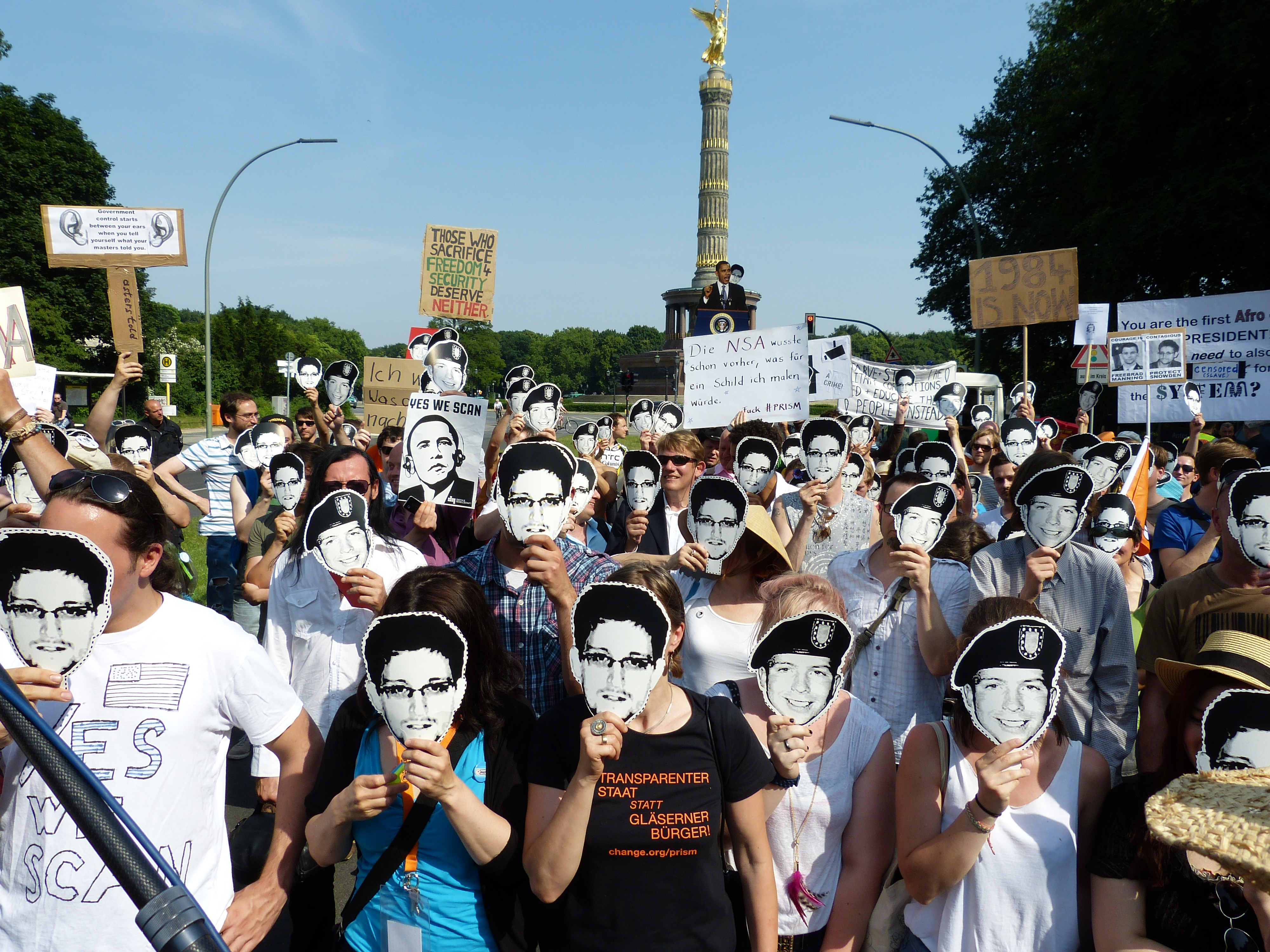
Demo der Piratenpartei gegen PRISM während des Berlin-Besuchs von US-Präsident Barack Obama im Juni 2013

- 2010: Nach Nokia und anderen Herstellern brachte nun auch Apple mit dem iPad einen Tabletcomputer auf den Markt.
- 2012: Am 26. Oktober veröffentlicht Microsoft sein Betriebssystem Windows 8.
- 2013: Edward Snowden veröffentlicht Informationen, dass die USA und Großbritannien mit PRISM und Tempora das globale Internet ausspionieren.
- Das Internet der Dinge setzt sich ab etwa 2013 als Begriff für die allgegenwärtige Vernetzung durch, Elektronik- und IT-Konzerne sowie Spezialisten und Start-ups investieren hohe Summen zur Entwicklung entsprechender Lösungen.
- Die Datenbrille Google Glass kommt im April 2014 in den USA heraus; viele Datenschützer kritisieren das Gerät, weil sie es als Überwachungsgerät sehen.
- Apps wie Temple Run, Angry Birds und Doodle Jump erlangen große Bekanntheit.
- Next Generation Mobile Networks und LTE, der Mobilfunkstandard der vierten Generation (4G), bieten höhere Datenübertragungsraten.
- Die Fernsehgeräte werden mit der 4K-Technologie noch schärfer.
- Den Aufschwung und den Trend des 3D-Kinos folgend, bieten einige Hersteller über einige Jahre hinweg 3D-Fernsehgeräte an.
- 3D-Drucker werden aufgrund sinkender Preise massentauglich.
- Samsung präsentiert auf der IFA die erste Smartwatch, die Samsung Galaxy Gear.
- Die Welt der Videospiele erreicht die nächste Generation in Form von Spielkonsolen wie der Xbox One, der PlayStation 4, der Ouya und der Wii U.
- 2018: Das automatische Notrufsystem ECall wird für neu auf den Markt kommende Kraftfahrzeuge Pflicht.
- 2019: Südkorea führt im April als erstes Land den Mobilfunkstandard 5G ein.[7]
- Green IT und Nachhaltigkeit in der IT erfahren erstmals größere Aufmerksamkeit, insbesondere ab dem Jahr 2013 auch das Fairphone-Projekt

#### Physik und Raumfahrt

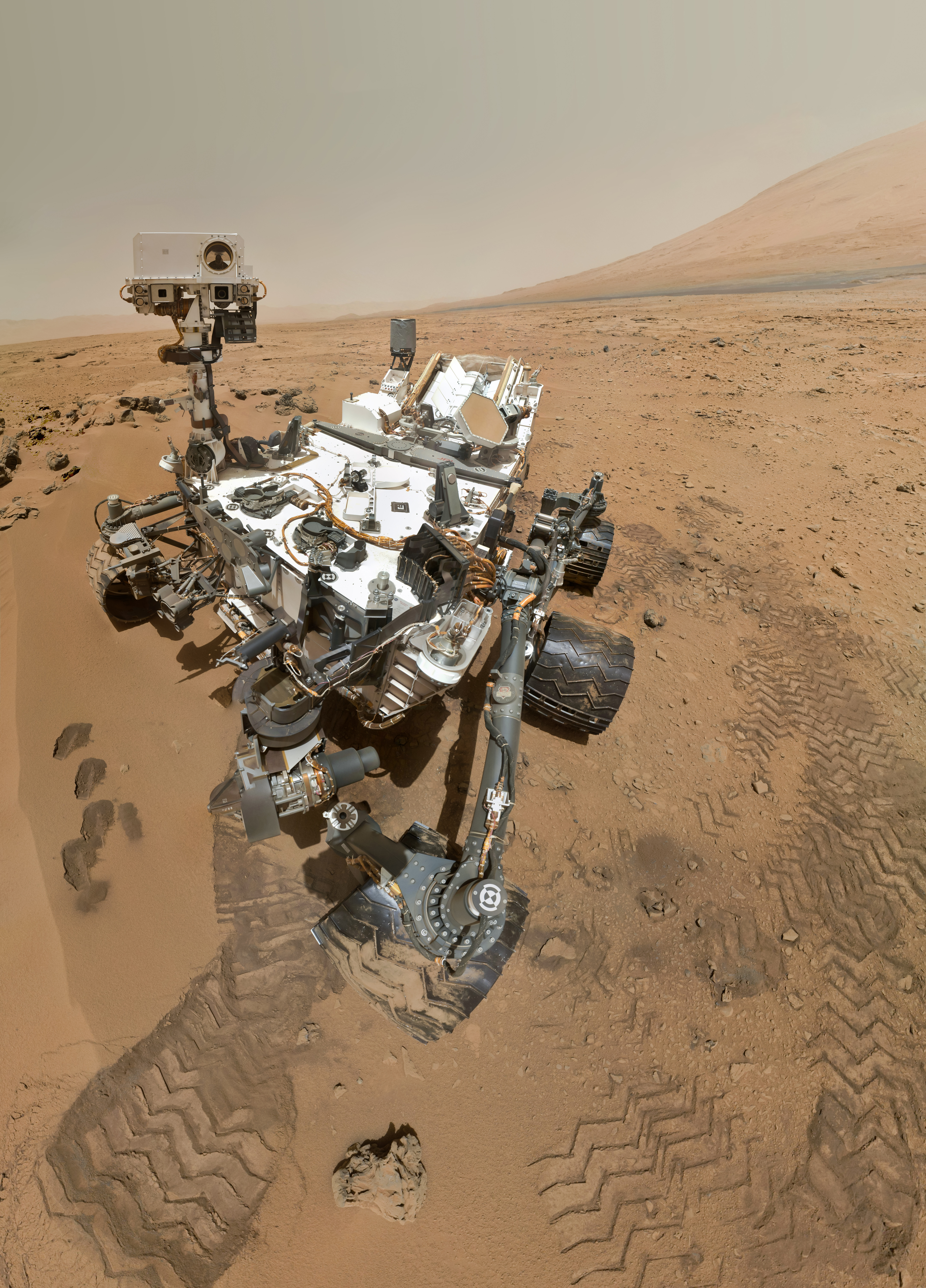
Curiosity am 31. Oktober 2012 auf dem Mars

- 2010: Im LHC am CERN wurden zum ersten Mal Protonen mit insgesamt 7 TeV Energie aufeinandergeschossen und analysiert.
- 2011: Nach 30 Jahren findet mit STS-135 die letzte Space-Shuttle-Mission statt.
- 2011: Die NASA-Raumsonde MESSENGER erreicht nach siebenjähriger Reise den Merkur.
- 2012: OLED-Displays kommen langsam auf den Markt.
- 2012: Am LHC gelingt der Nachweis des Higgs-Bosons.
- 2012: Die Sonde Curiosity landet am 6. August auf dem Mars.
- 2013: Die Voyager-1-Sonde erreicht den interstellaren Raum.
- 2014: Am 29. Mai stellt das private Unternehmen SpaceX die Nachfolger des Dragon-Raumschiffs, die Dragon 2 vor.
- 2014: Am 12. November zum ersten Mal in der Raumfahrtgeschichte landet mit Philae eine Sonde auf einem Kometen.
- 2015: Am 14. Juli fliegt die Raumsonde New Horizons an Pluto vorbei.
- 2016: Am 11. Februar berichten Forscher der LIGO-Kollaboration über die erste direkte Messung von Gravitationswellen.
- 2018: Am 26. November landet der Nasa-Roboter InSight auf dem Mars.
- 2019: Am 20. Mai tritt die Revision des Internationalen Einheitensystems in Kraft

#### Mobilität
- Fahrräder mit einem Elektromotor, sogenannte Pedelecs, erfreuen sich immer größerer Beliebtheit; die Verkaufszahlen steigen stark an.
- Unbemannte Kampfflugzeuge, wie die Northrop Grumman X-47, werden entwickelt.
- Autonome Landfahrzeuge werden entwickelt.
- Ab 2014: Wasserstoff-Brennstoffzellenfahrzeuge kommen auf den Markt (Toyota Mirai).
- Ab 2018: Erste mit Wasserstoff betriebene Schienenfahrzeuge in Deutschland
- Elektrofahrzeuge mit höherer Reichweite kommen in Deutschland auf den Markt.

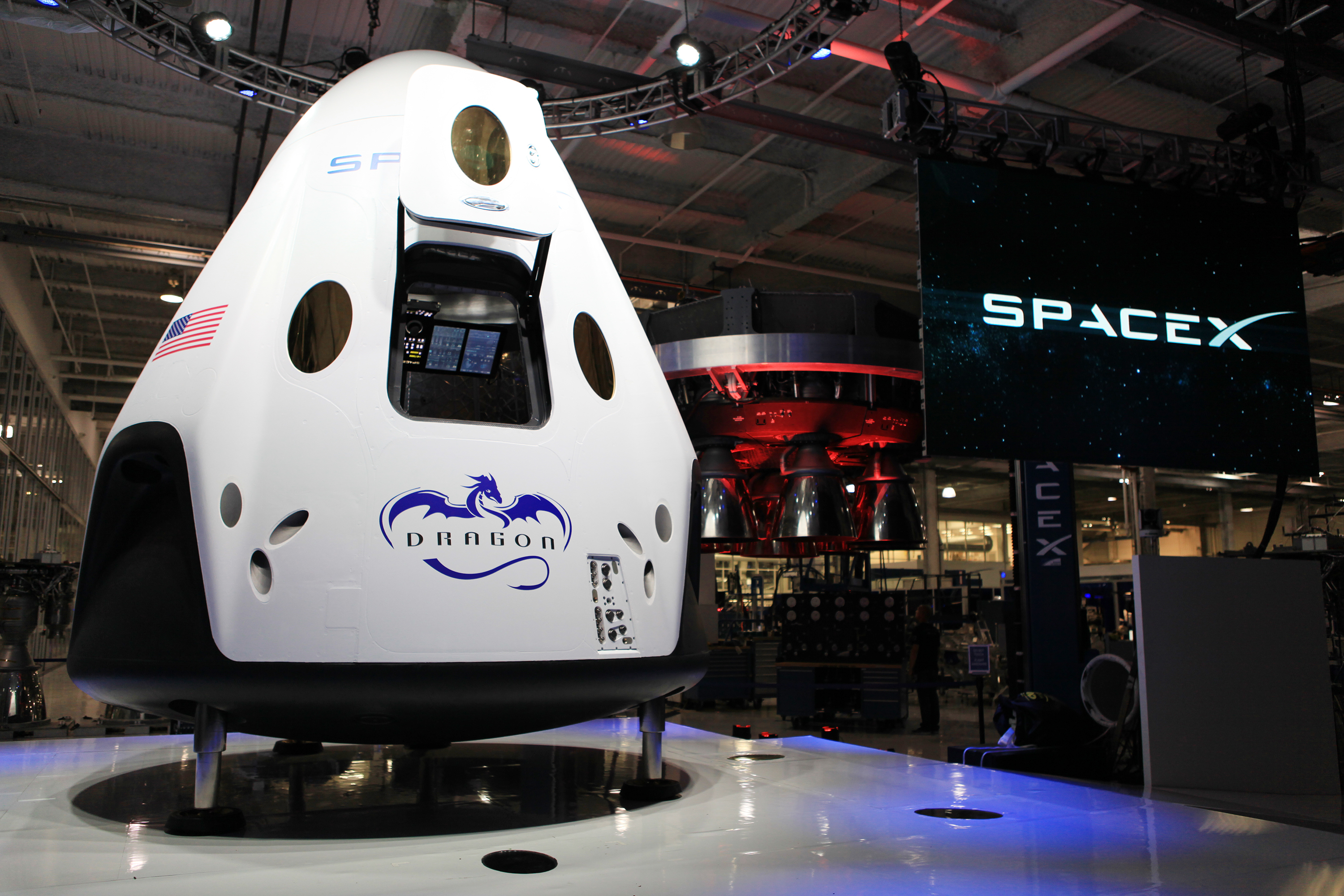
Dragon V2
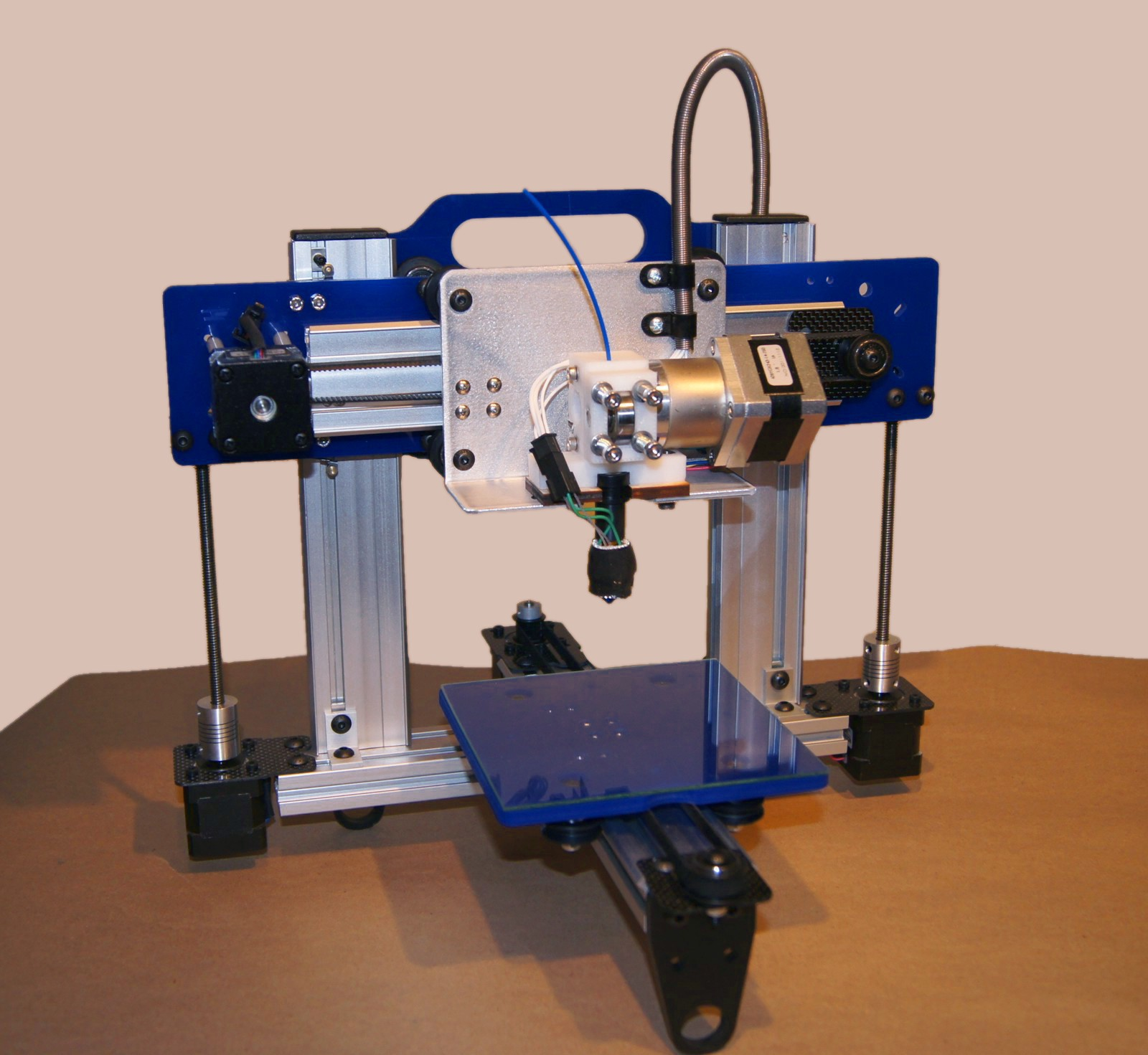
Ein ORDbot Quantum 3D-Drucker

### Religion
- 2011: Weltjugendtag 2011 in Madrid.
- 2013: Papst Benedikt XVI. kündet am 11. Februar aufgrund seines Alters seinen Amtsverzicht an.
- 2013: Am 13. März wird Jorge Mario Bergoglio zum Papst gewählt, er wählt den Namen Franziskus. Er ist der erste Papst aus Lateinamerika.
- 2013: Weltjugendtag 2013 in Rio de Janeiro.
- 2016: Weltjugendtag 2016 in Krakau.
- 2017: Zum Reformationsjubiläum am 31. Oktober wird der Reformationstag bundesweiter Feiertag.
- 2019: Weltjugendtag 2019 in Panama.

### Kultur
- 2010: Weltausstellung in Shanghai (Volksrepublik China) (→ Expo 2010)
- 2010: Kulturhauptstadt Europas: Pécs (→ Pécs 2010) (Ungarn), Essen/Ruhrgebiet (→ RUHR.2010) (Deutschland) und Istanbul (Türkei)
- 2011: Bundesgartenschau in Koblenz (Deutschland)
- 2011: Kulturhauptstadt Europas: Turku (Finnland) und Tallinn (Estland)
- 2012: dOCUMENTA (13) in Kassel (Deutschland)
- 2012: Kulturhauptstadt Europas: Guimarães (Portugal) und Maribor (Slowenien)
- 2013: Internationale Gartenschau in Hamburg (Deutschland)
- 2013: Kulturhauptstadt Europas: Košice (Slowakei) und Marseille (Frankreich)
- 2014: Kulturhauptstadt Europas: Umeå (Schweden) und Riga (Lettland)
- 2015: Weltausstellung in Mailand (Italien) (→ Expo 2015)
- 2015: Kulturhauptstadt Europas: Pilsen (Tschechien) und Mons (Belgien)
- 2016: Kulturhauptstadt Europas: San Sebastián (Spanien) und Breslau (Polen)
- 2017: Kulturhauptstadt Europas: Aarhus (Dänemark) und Paphos (Zypern)
- 2017: documenta 14 in Athen (Griechenland) und Kassel (Deutschland)
- 2018: Kulturhauptstadt Europas: Leeuwarden (Niederlande) und Valletta (Malta)
- 2019: Kulturhauptstadt Europas: Matera (Italien) und Plowdiw (Bulgarien)

### Soziales

Anti-Stuttgart-21-Aufkleber

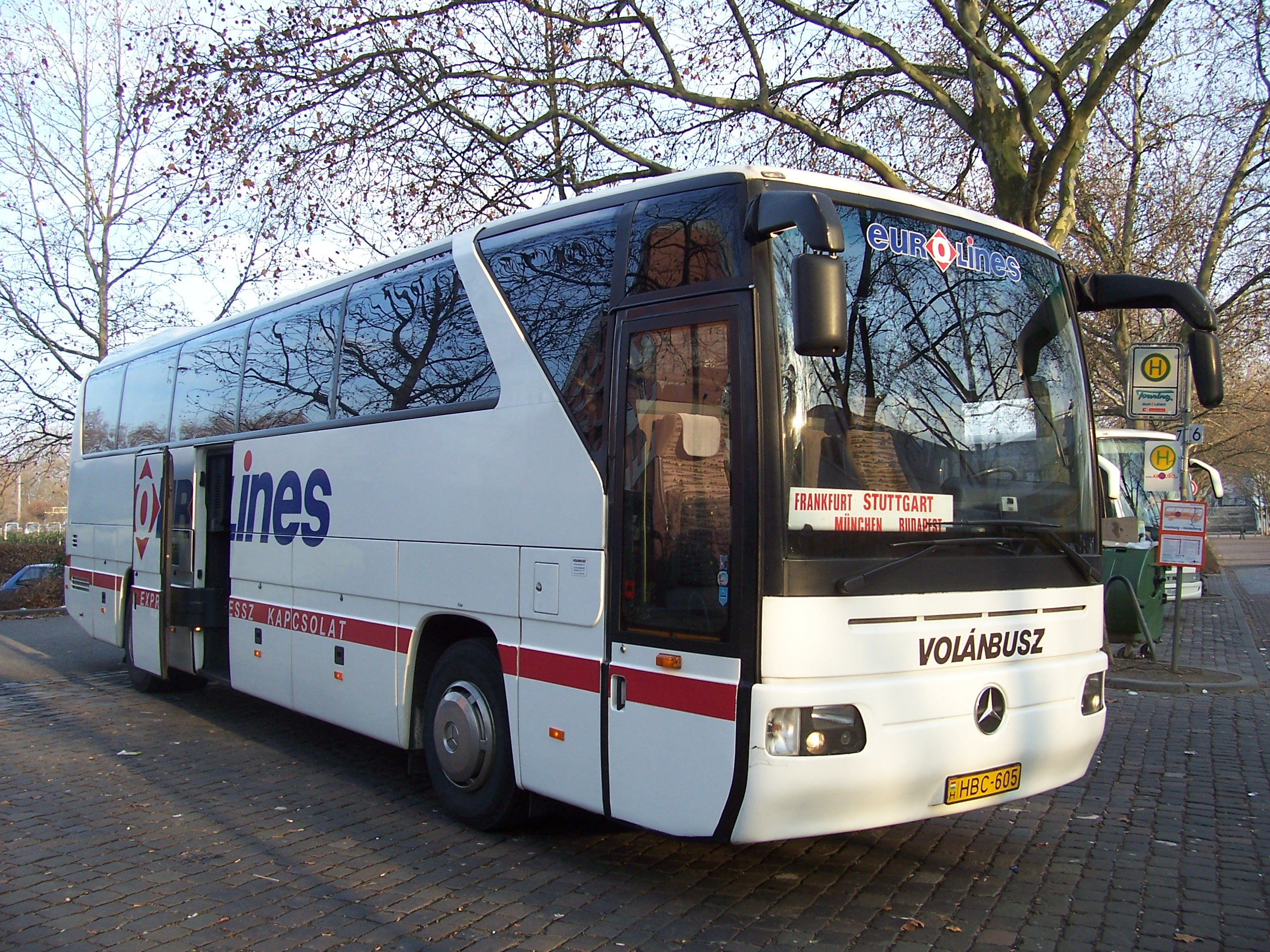
2013: Der Fernbusverkehr in Deutschland wird liberalisiert

- 2010: Die Stuttgart-21-Proteste eskalieren.
- 2011: Nachdem der Bundestag das Wehrpflichtgesetz abgeändert hatte, wurde die Wehrpflicht in Deutschland ausgesetzt.
- 2011: Im November sorgt die Selbstenttarnung der rechtsextremen Terrororganisation Nationalsozialistischer Untergrund für Aufsehen, der unter anderem eine Mordserie an Migranten, der Polizistenmord von Heilbronn und mehrere Sprengstoffanschläge sowie Raubüberfälle zugerechnet werden; Ermittlungen auch wegen der Rolle einiger Sicherheitsbehörden werden aufgenommen.
- 2011: Im Februar beschäftigte die Plagiatsaffäre Guttenberg das öffentliche Interesse in Deutschland. In der Dissertation des damaligen Bundesverteidigungsministers Karl-Theodor zu Guttenberg wurden mehrere Plagiate entdeckt, die dazu führten, dass ihm der Doktorgrad von der Universität Bayreuth aberkannt wurde. Am 1. März 2011 erklärte Guttenberg seinen Rücktritt von sämtlichen bundespolitischen Ämtern. Mit Hilfe des GuttenPlag Wiki und VroniPlag Wiki wurden daraufhin weitere Plagiatsaffären aufgedeckt.
- 2012: Flüchtlingsproteste in Deutschland und Refugee Protest Camp Vienna
- 2013: Am 1. Januar wird die Praxisgebühr in Deutschland aufgehoben.
- 2013: Am 1. Januar wird der Fernbusverkehr in Deutschland liberalisiert, so dass nunmehr unter Beachtung bestimmter Einschränkungen Fahrgäste auch innerhalb Deutschlands auf Fernbuslinien befördert werden dürfen.
- 2013: Pferdefleischskandal, Anfang Januar wurde in Europa Pferdefleisch in Rindfleisch entdeckt.
- 2013: Am 1. August wird das Betreuungsgeld in Deutschland an Eltern gezahlt, die ihre Kleinkinder im zweiten und dritten Lebensjahr zu Hause betreuen. Die Höhe beträgt monatlich pro Kind 100 Euro, ab August 2014 voraussichtlich 150 Euro pro Kind. Es besteht nunmehr für jedes Kind vom ersten Geburtstag an ein Rechtsanspruch auf einen Kindergartenplatz.
- 2014: Am 1. Januar gilt in Deutschland offiziell nur noch die elektronische Gesundheitskarte (eGK) als gültiger Versicherungsnachweis der Patienten. Im Rahmen einer unbefristeten Übergangsregelung können aber die alten Krankenversichertenkarten weiterhin eingelesen werden.
- 2015: 1. Januar in Deutschland tritt ein flächendeckender allgemeiner gesetzlicher Mindestlohn in Höhe von 8,50 € brutto je Arbeitsstunde in Kraft.
- 2016: Horrorclown-Phänomen: Im Herbst 2016 nehmen ausgehend von den USA die Übergriffe von kostümierten Personen, sog. Horrorclowns oder Gruselclowns auf Passanten zu. In diesem Zusammenhang wird über eine Verschärfung des Strafrechts diskutiert.
- 2017: Am 1. Oktober tritt die gleichgeschlechtliche Ehe in Deutschland in Kraft.
- 2019: Am 1. Januar tritt auch die gleichgeschlechtliche Ehe in Österreich in Kraft.

In vielen westlichen Industriestaaten verändern sich im Laufe der Dekade die Bedingungen am Arbeitsmarkt. Normalarbeitsverhältnisse werden weniger, stattdessen steigt die Zahl an Arbeitnehmerüberlassungen mit Befristungen, Wegfall der Sozialversicherung und Niedriglohn. Immer mehr Betroffene sehen sich zunehmend von Erwerbs- oder Altersarmut bedroht, der Begriff „Prekariat“ fasst diese immer weiter wachsende Bevölkerungsgruppe und ihre Merkmale zusammen.

#### Einzelbeiträge
- Alex Beer: Unter Wölfen
- Andreas P. Pittler: Othello in Favoriten
- Bettina Wulff: Jenseits des Protokolls
- E. L. James: Shades of Grey
- Maria Sveland: Bitterfotze
- Martina Sahler: Weiße Nächte, weites Land
- Michel Houellebecq: Unterwerfung
- Pierre Lemaitre: Wir sehen uns dort oben
- Richard Dübell: Die Krone des Schicksals
- Thilo Sarrazin: Deutschland schafft sich ab

#### Kinder- und Jugendliteratur
- Ursula Poznanski: Erebos
- Wolfgang Herrndorf: Tschick

### Fernsehen

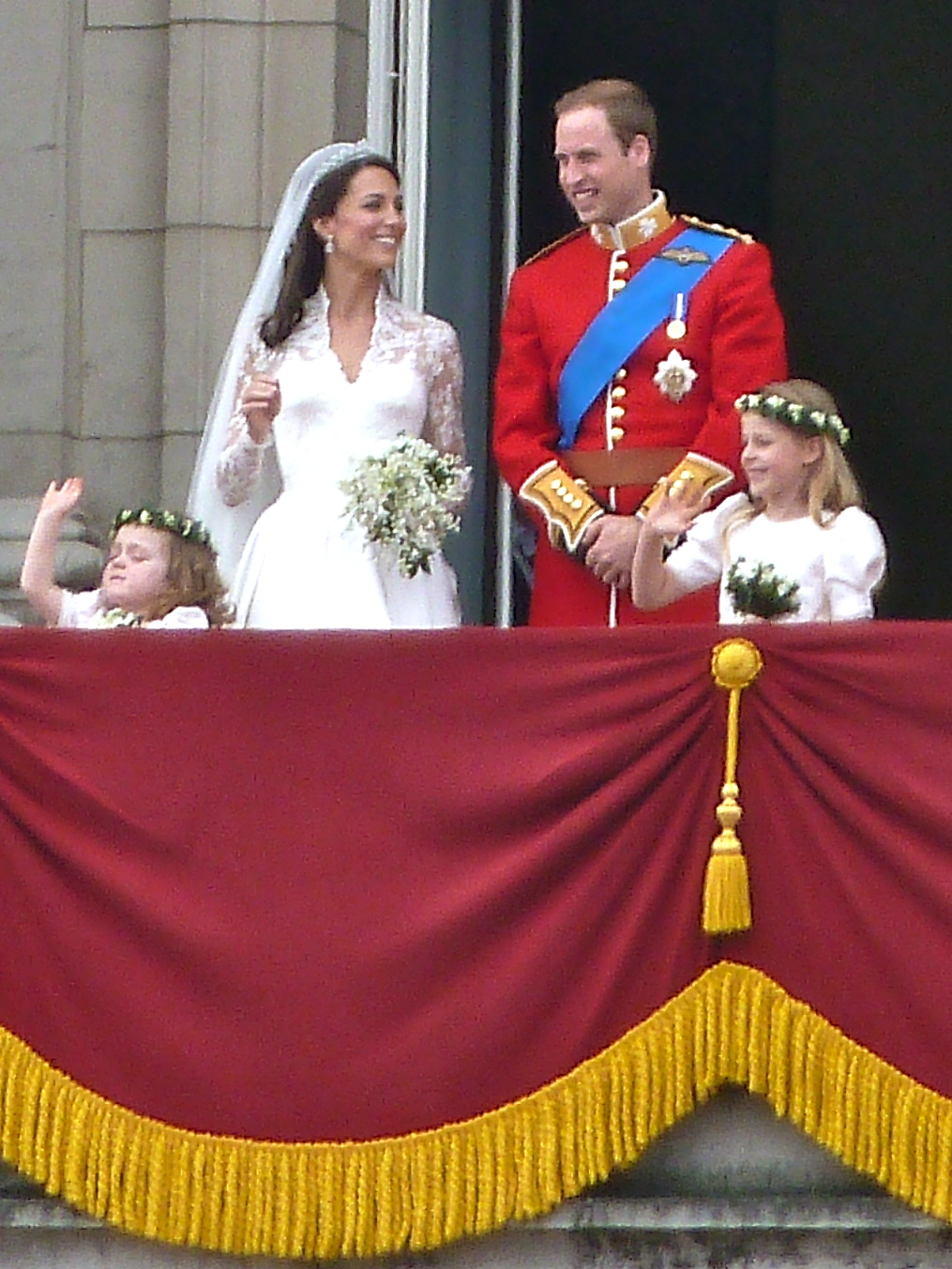
Das Brautpaar auf dem Balkon des Buckingham Palace

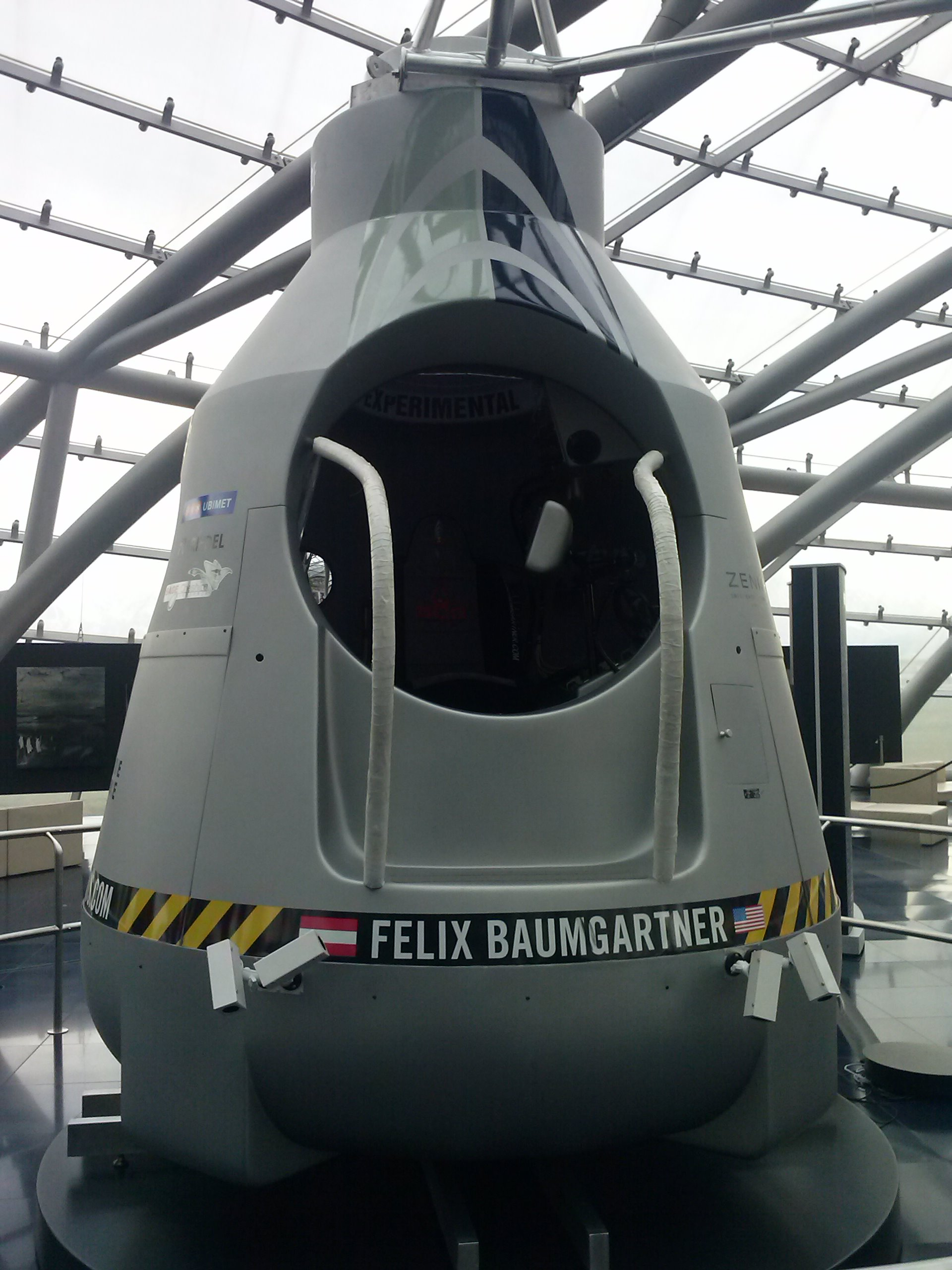
Druckkapsel die bei Red Bull Stratos angewendet wurde, ausgestellt im Hangar-7 in Salzburg

- Fernseher mit immer höheren Auflösungen erscheinen. Nach HD (1280 × 720 Pixel) kamen Full HD (1920 × 1080 Pixel) und 4K (3840 × 2160 Pixel).
- Seit dem Start der Olympischen Winterspiele in Vancouver am 12. Februar 2010 (am 11. Februar wurde auf HD geschaltet) senden Das Erste und ZDF ihr Programm parallel in 576i und 720p aus (native-HD-Anteil ca. 25 Prozent).
- Doku-Soaps wie Familien im Brennpunkt oder auch Mitten im Leben geraten zu Beginn des Jahrzehnts zunehmend in die Kritik. Der Grund dafür ist das Genre Scripted Reality, in dem Laiendarsteller überspitzte Alltagssituationen im dokumentarischen Stil darstellen. Den Sendern wird vorgeworfen, dass gerade Kinder sowie Jugendliche eine falsche Wahrnehmung bekommen würden und nicht zwischen Fiktion und Wirklichkeit unterscheiden könnten.
- Koreanische Fernsehserien gewinnen nach Durchdringen Asiens weltweit an Beliebtheit und entwickeln sich im Zuge der Koreanischen Welle zu einem Erfolgsphänomen.
- Streaming-Angebote wie Netflix, Hulu und Prime Video etablieren sich neben dem Fernsehen und machen ihm große Konkurrenz.
- Die Hochzeit von Prinz William und Kate am 29. April 2011 wurde weltweit von etwa zwei Milliarden Fernsehzuschauern verfolgt.
- Seit Oktober 2012 ist Markus Lanz Moderator der Spielshow Wetten, dass..? und damit Nachfolger von Thomas Gottschalk.
- Seit dem 30. April 2012 haben hierzulande alle öffentlich-rechtlichen sowie die privaten Fernsehsender das analoge Fernsehen über Satellit abgeschaltet. Von nun an wird nur noch über den digitalen Rundfunk übertragen.
- Über sechs Millionen Menschen haben im Nachrichtensender n-tv am 14. Oktober 2012 den Red-Bull-Stratos-Absprung aus 39 Kilometern Höhe von Felix Baumgartner live gesehen.
- 2013: In dem einzigen „Kanzlerduell“ des Bundestagswahlkampfes 2013 stehen sich die Spitzenkandidaten von SPD, Peer Steinbrück und der Union, Bundeskanzlerin Angela Merkel direkt gegenüber. Die Sendung, die in vier Sendern live zu sehen ist, wird von Anne Will (Das Erste), Maybrit Illner (ZDF), Peter Kloeppel (RTL) und – als einzigen nicht ausgewiesenen Fernsehjournalisten – von dem Entertainer Stefan Raab (ProSieben) moderiert.
- 2013: Seit dem 5. Dezember werden die dritten Programme hr-fernsehen, MDR Fernsehen und rbb Fernsehen sowie EinsPlus und tagesschau24 in HD gesendet; einsfestival, welches schon vorher in HD sendete, wechselte den Programmplatz.
- 13. Dezember 2014: Nach 34 Jahren Laufzeit letzte Sendung der Spielshow Wetten, dass..? mit Moderator Markus Lanz.
- 2016: Böhmermann-Affäre: Wegen eines Gedichts über Recep Tayyip Erdoğan macht sich der Moderator Jan Böhmermann des Delikts der Schmähkritik eines ausländischen Staatsoberhaupts schuldig.
- 2016: Am 13. November wird mit „Taxi nach Leipzig“ der 1000. Tatort gesendet.
- 2017: Am 3. September findet das Fernsehduell zur Bundestagswahl 2017 zwischen Bundeskanzlerin Angela Merkel (CDU) und Martin Schulz (SPD) statt. Moderatoren der Sendung sind Maybrit Illner (ZDF), Peter Kloeppel (RTL), Sandra Maischberger (Das Erste) und Claus Strunz (ProSieben/Sat.1).

Erfolgreiche Produktionen der 2010er Jahre
| - Breaking Bad - Game of Thrones - House of Cards - Sherlock - Hannibal - Homeland | - Clipster - EinsPlus Charts - Circus HalliGalli - Durchgedreht - Heute-Show | - The Big Bang Theory - Deutschland sucht den Superstar - Germany’s Next Topmodel - The Walking Dead - Ich bin ein Star – Holt mich hier raus! - Let’s Dance - Promi Big Brother |

### Film

Avengers: Endgame aus dem Jahr 2019 ist mit einem weltweiten Einspielergebnis von fast 2,8 Milliarden US-Dollar der bislang erfolgreichste Film der 2010er Jahre und überhaupt

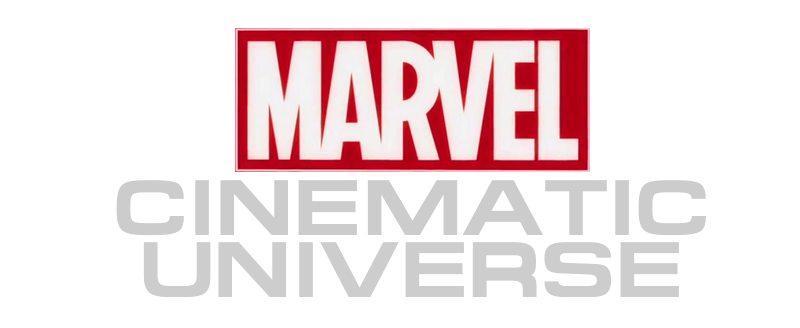
Die Filme des Marvel Cinematic Universe werden zur kommerziell erfolgreichsten Filmreihe überhaupt

- 3D-Film: Ausgelöst durch den Erfolg von Avatar – Aufbruch nach Pandora (2009) kommt es insbesondere zum Beginn des Jahrzehnts zu einem Boom von 3D-Blockbustern. Zahlreiche Hollywoodfilme werden unter hohen Budgets produziert und bedienen sich dabei hochentwickelter Action-Effekte, darunter Fortsetzungen bekannter Filmreihen wie Transformers 3 (2011) und Transformers: Ära des Untergangs (2014), Jurassic World (2015) und Jurassic World: Das gefallene Königreich (2018), Fremde Gezeiten (2011) und Salazars Rache (2017) aus der Fluch der Karibik-Filmreihe, Das Erwachen der Macht (2015) und Die letzten Jedi (2018) aus der Star-Wars-Filmreihe oder die Hobbit-Trilogie (2012–2014), die auch kommerziell gesehen großen Erfolg haben. Von den 100 erfolgreichsten Filmen (ohne Inflationsbereinigung) stammen 65 aus den 2010er Jahren.
- Marvel-Filme: Nachdem bereits 2008 Iron Man und Der unglaubliche Hulk erschienen sind, produzieren die Marvel Studios im Laufe der Dekade eine Vielzahl an Filmen basierend auf den Figuren und Superhelden aus den Marvel Comics, die überwiegend große kommerzielle Erfolge verbuchen können und zusammengenommen als Filmreihe mit dem höchsten Einspielergebnis überhaupt gelten (21,7 Mrd. Dollar, Stand 2019).
- Dystopien haben ausgelöst durch Bucherfolge auch im Filmbereich Erfolg. Filmreihen wie Die Tribute von Panem oder Maze Runner sind vor allem unter Jugendlichen und jungen Erwachsenen populär.
- Disney verfilmt zahlreiche seiner Zeichentrick-Klassiker als Realfilm neu, beginnend mit Alice im Wunderland (2010), die überwiegend großen Erfolg an den Kinokassen haben, insbesondere Maleficent (2014), The Jungle Book (2016), Die Schöne und das Biest (2017), Dumbo, Aladdin und Der König der Löwen (alle 2019).
- In Österreich und Deutschland erscheint am 13. Juli 2011 – sieben Monate nach dem Vorgängerfilm Harry Potter und die Heiligtümer des Todes – Teil 1 – der letzte Teil der Harry-Potter-Filmreihe, Harry Potter und die Heiligtümer des Todes – Teil 2, der zwei Tage später auch in den USA anläuft. Damit endet nach zehn Jahren eine der erfolgreichsten Filmreihen, basierend auf der gleichnamigen Buchvorlage der britischen Autorin Joanne K. Rowling.[10] 2016 und 2018 erscheinen mit Phantastische Tierwesen und wo sie zu finden sind und Phantastische Tierwesen: Grindelwalds Verbrechen Spin-Off-Filme zu der beliebten Fantasyreihe.[11]
- Animationsfilme erfreuen sich weltweit großer Beliebtheit und brechen Rekorde. Disney-Produktionen wie Rapunzel (2010), Die Eiskönigin (2013) oder Zoomania (2016), Pixar-Fortsetzungen wie Toy Story 3 (2010), Die Monster Uni (2013), Findet Dorie (2016) und Die Unglaublichen 2 (2018), aber auch Filme wie Ich – Einfach unverbesserlich (2010), Drachenzähmen leicht gemacht (2010), Rio (2011), Hotel Transsilvanien (2012), The LEGO Movie (2014) oder Die Peanuts – Der Film (2015) inklusive Fortsetzungen und Ableger (z. B. Minions, 2015) befinden sich in den Kino-Bestenlisten kontinuierlich weit oben.
- Historienfilme kommen zahlreich in die Kinos, darunter beispielsweise The King’s Speech (2011), Lincoln (2012), 12 Years a Slave (2013), Suffragette (2016), Die dunkelste Stunde (2017), Dunkirk (2017), BlacKkKlansman (2018) oder The Favourite (2018), die zum Teil auch bei den jährlichen Oscars Erfolge verbuchen.
- Außerdem entstehen zahlreiche Filmbiografien oder auf biographischen Ereignissen basierende Filme wie z. B. The Social Network (2010), Die Eiserne Lady (2011), Der Butler (2013), Die Entdeckung der Unendlichkeit (2014), Steve Jobs (2015), Eddie the Eagle (2016), The Disaster Artist (2017), Bohemian Rhapsody (2018), Aufbruch zum Mond (2018), Vice (2018), Der Junge muss an die frische Luft (2018), Green Book (2018) und Stan & Ollie (2018) und Rocketman (2019).

#### Einzelbeiträge international
- James Bond 007: Skyfall und Spectre
- Ziemlich beste Freunde
- The Dark Knight Rises
- Inception
- Independence Day: Wiederkehr
- Cloud Atlas
- Django Unchained
- Interstellar
- The Wolf of Wall Street
- Grand Budapest Hotel
- The Hateful Eight
- La La Land
- Moonlight
- Joker
- Batman: Return of the Caped Crusaders
- Batman vs. Two-Face

#### Einzelbeiträge national
- Der Medicus
- Fack ju Göhte
- Honig im Kopf
- Victoria
- Poll
- Vincent will Meer
- Kokowääh
- Oh Boy
- Unsere Mütter, unsere Väter
- Toni Erdmann
- Tschick
- Aus dem Nichts

#### Oscar-Gewinner
- 2010: Tödliches Kommando – The Hurt Locker
- 2011: The King’s Speech
- 2012: The Artist
- 2013: Argo
- 2014: 12 Years a Slave
- 2015: Birdman
- 2016: Spotlight
- 2017: Moonlight
- 2018: Shape of Water – Das Flüstern des Wassers
- 2019: Green Book – Eine besondere Freundschaft

#### Goldene Palme bei den Filmfestspielen von Cannes
- 2010: Uncle Boonmee erinnert sich an seine früheren Leben
- 2011: The Tree of Life
- 2012: Liebe
- 2013: Blau ist eine warme Farbe
- 2014: Winterschlaf (Kış Uykusu)
- 2015: Dämonen und Wunder
- 2016: Ich, Daniel Blake
- 2017: The Square
- 2018: Shoplifters – Familienbande
- 2019: Parasite

### Musik
- Prominente Musiker, die in den 2010er Jahren verstorben sind, umfassen unter anderem Amy Winehouse (2011), Whitney Houston (2012), Udo Jürgens und Joe Cocker (beide 2014), James Last (2015), David Bowie, Prince, George Michael (alle 2016), Chris Cornell, Chester Bennington (beide 2017) und Avicii (2018).
- Die Charts und Radiostationen werden hauptsächlich von elektronischer Tanzmusik, oft abgekürzt EDM (Electronic Dance Music) genannt, dominiert. Erfolgreiche DJs und Produzenten, die diesen Sound prägen, sind unter anderem David Guetta, Avicii, Robin Schulz und Felix Jaehn.
- Im September 2012 wird der Titel Gangnam Style des südkoreanischen Rappers Psy das beliebteste Video auf YouTube. Im Dezember erreicht es als erstes Video eine Milliarde Aufrufe. Im Mai 2014 erreicht das Video ebenfalls als erstes Video zwei Milliarden Aufrufe und war damit lange Zeit das meistgesehene Video, wurde allerdings mittlerweile von mehreren anderen Videos überholt. Da der Künstler auf die Verwertungsrechte verzichtete, existieren zahlreiche Parodien und Cover des Videos, was zur weltweiten Verbreitung des Titels beitrug.
- Im Februar 2013 wird das Video Harlem Shake vom Internetkomiker Filthy Frank hochgeladen. Die verwendete Musik stammt von DJ und Musikproduzenten Harry Rodrigues (auch bekannt als Baauer). Das Video fand mehr als 40.000 Nachahmer, welche eine Tanzszene flashmobartig in zuckenden Bewegungen und in unterschiedlichen Umgebungen nachstellen.
- Seit 2017 gewinnen vor allem K-Pop-Gruppen wie BTS oder Blackpink bei Jugendlichen an Beliebtheit.[12][13]
- Despacito von Luis Fonsi wird 2017 einer der erfolgreichsten Songs des Jahrzehnts. Er erreicht in zahlreichen Ländern der Welt (u. a. den USA, Großbritannien und Deutschland) Platz eins der Charts, zudem wird das Video zum meistgesehenen in der Geschichte von YouTube und erreicht als erstes Video auf der Plattform drei Milliarden Aufrufe.

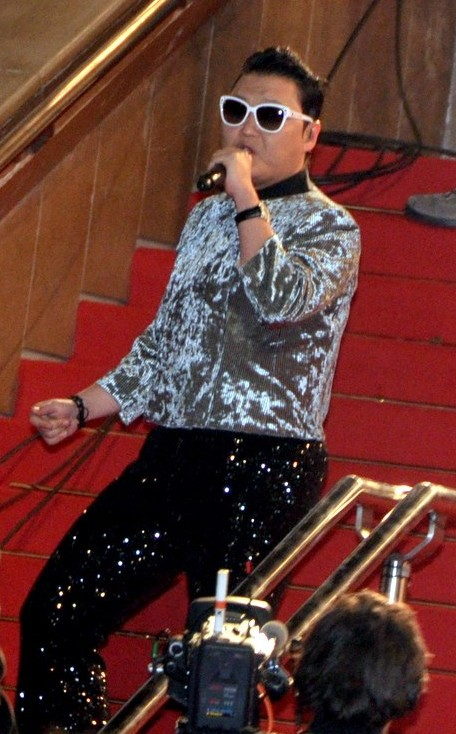
Psy wird mit seinem Megahit Gangnam Style weltbekannt
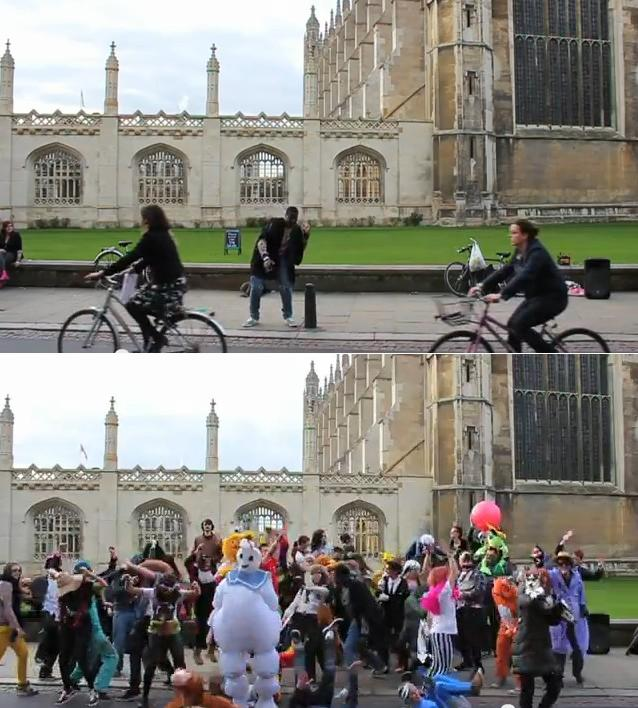
Harlem Shake in Cambridge

#### Einzelbeiträge International
- Drake
- Lady Gaga
- Daft Punk
- Ed Sheeran
- Bruno Mars
- One Direction
- Shawn Mendes
- The Weeknd
- OneRepublic
- Coldplay
- Miley Cyrus
- Ariana Grande
- Katy Perry
- Taylor Swift
- Bastille
- BTS
- Beyonce
- Rihanna
- Adele
- Avicii
- Nicki Minaj
- Sam Smith
- Sia
- XXXTentacion
- 21 Savage
- Future
- Young Thug
- Migos
- Cardi B

#### Einzelbeiträge National
- Lena Meyer-Landrut
- Capital Bra
- Gestört aber geil
- Deichkind
- Luciano
- Namika
- Sido
- RIN
- Yung Hurn
- Bausa
- Marteria
- Helene Fischer
- Summer Cem

### Mode
- Der Vollbart ist bei jungen Männern stark verbreitet.
- Andreja Pejić
- Julia Starp
- Undercut und Sidecut Frisuren
- 1980er-Revival
- 1990er-Revival
- Grunge-Szene
- Skater-Mode
- Indie-Pop
- Hipster
- Preppy-Einflüsse

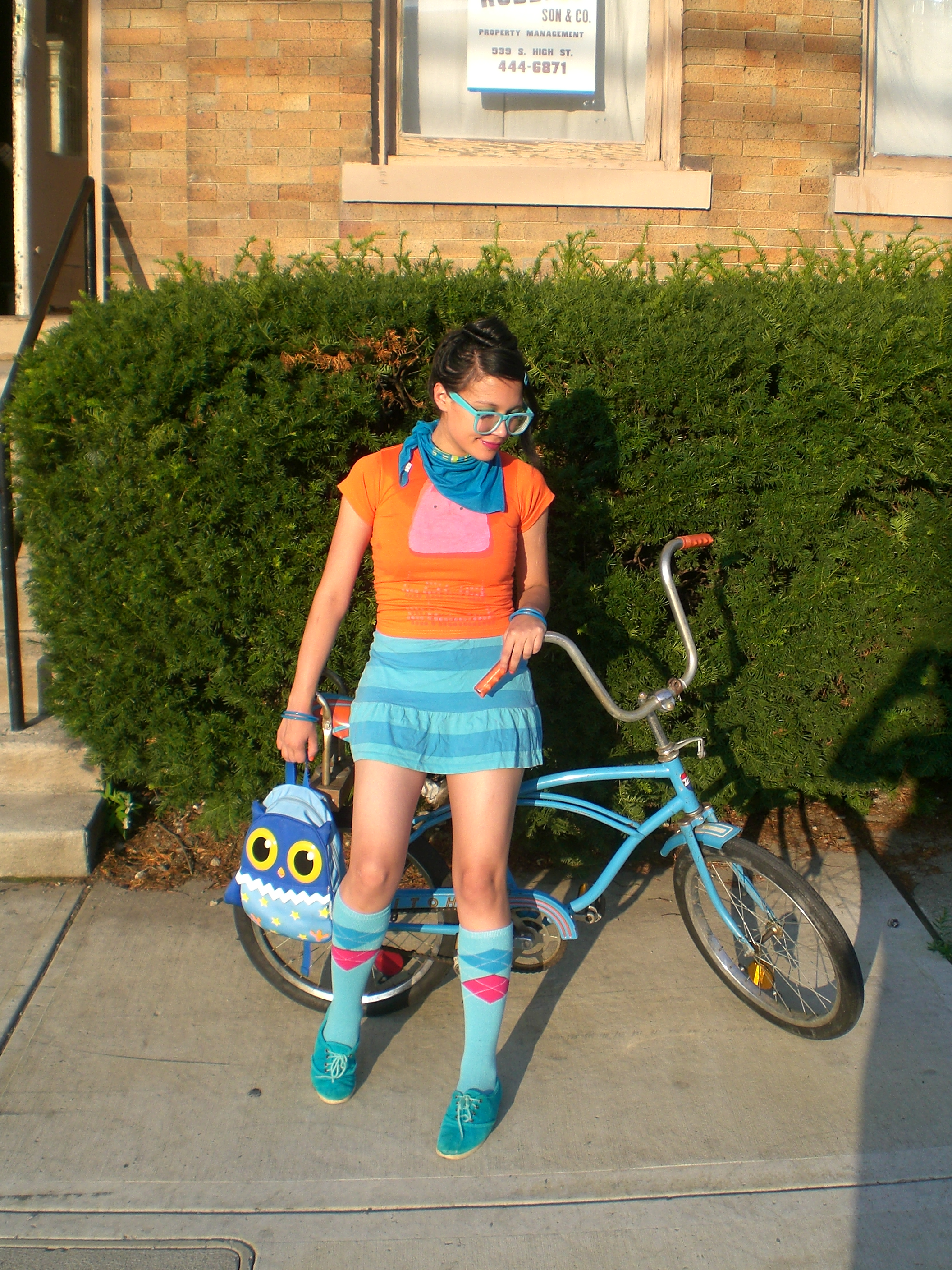
Symbolbild eines Hipsters

### Sport

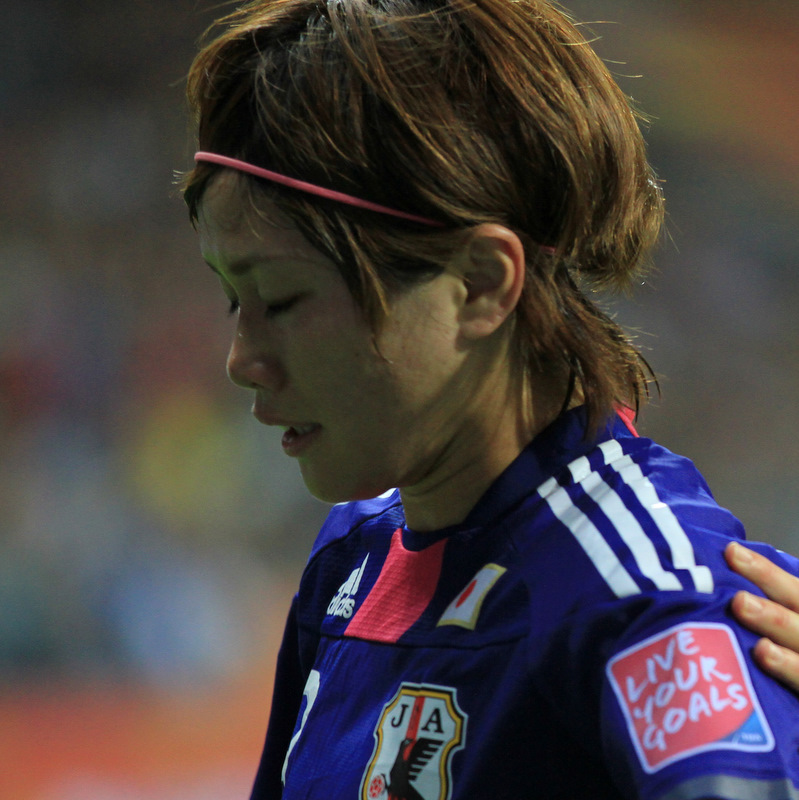
Fußball-Weltmeisterin Naomi Kawasumi

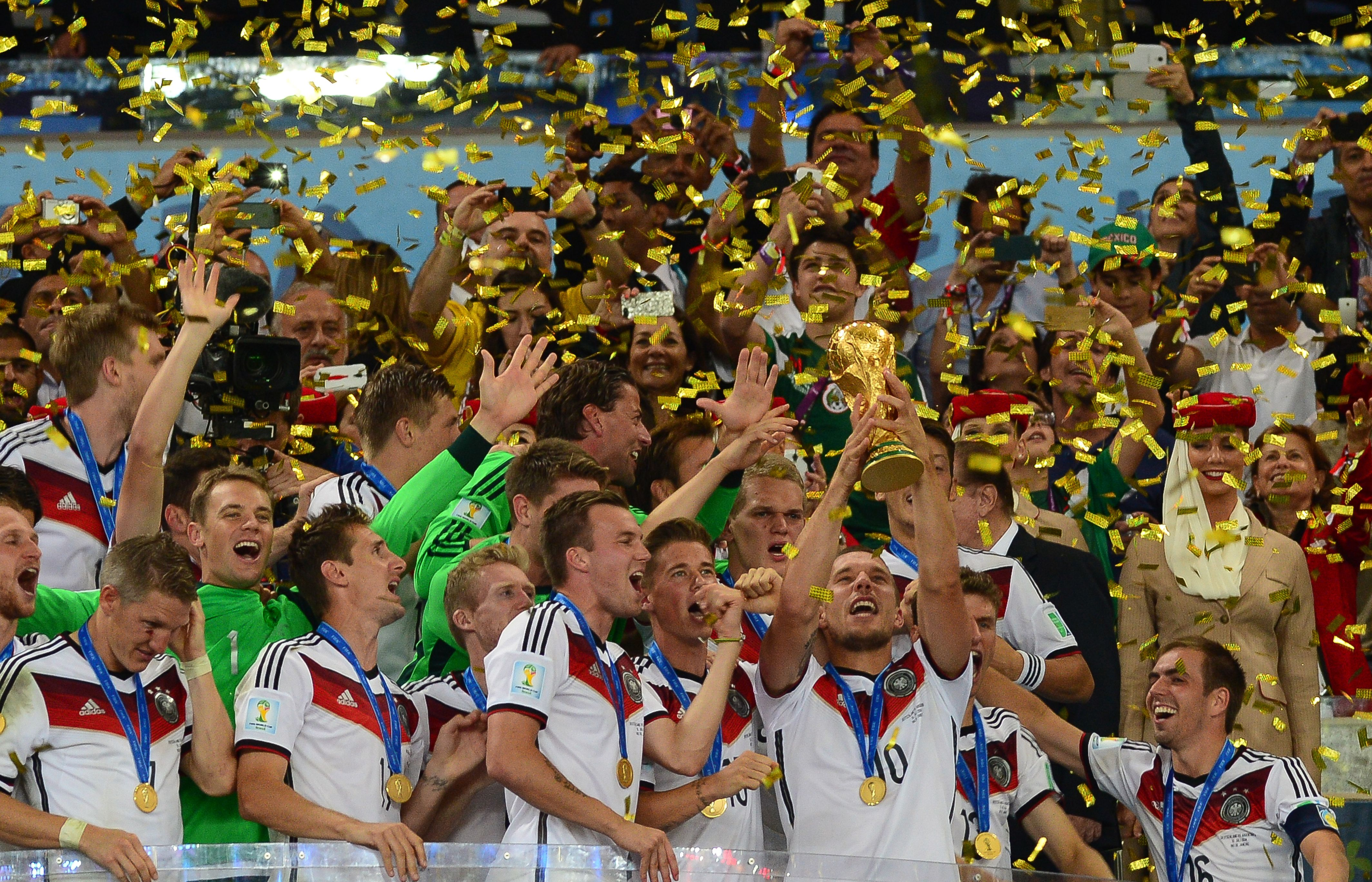
Fußball-Weltmeisterschaft 2014: Weltmeister: Deutschland

- 2010: Sebastian Vettel gewinnt am 14. November die Formel 1. Er wird es insgesamt viermal hintereinander gewinnen.
- 2010: 9. Handball-Europameisterschaft in Österreich (Europameister: Frankreich)
- 2010: 27. Fußball-Afrikameisterschaft in Angola (Afrikameister: Ägypten)
- 2010: 74. Eishockey-Weltmeisterschaft in Deutschland (Weltmeister: Tschechien)
- 2010: 16. Basketball-Weltmeisterschaft in der Türkei (Weltmeister: USA)
- 2010: XXI. Olympische Winterspiele in Vancouver und Whistler, Kanada
- 2010: 19. Fußball-Weltmeisterschaft in Südafrika (Weltmeister: Spanien)
- 2010: 15. Asienspiele in Guangzhou, Volksrepublik China
- 2011: 22. Handball-Weltmeisterschaft der Herren in Schweden (Weltmeister: Frankreich)
- 2011: Dirk Nowitzki gewinnt mit den Dallas Mavericks in den NBA Finals 2011 seine erste NBA-Meisterschaft

- 2011: 13. Leichtathletik-Weltmeisterschaften in Daegu, Südkorea

- 2011: 6. Frauenfußball-Weltmeisterschaft in Deutschland (Weltmeister: Japan)

- 2011: 37. Basketball-Europameisterschaft in Litauen (Europameister: Spanien)
- 2011: XVI. Panamerikanische Spiele in Guadalajara, Mexiko
- 2012: 10. Handball-Europameisterschaft in Serbien (Europameister: Dänemark)
- 2012: 28. Fußball-Afrikameisterschaft in Gabun und Äquatorialguinea (Afrikameister: Sambia)
- 2012: 14. Fußball-Europameisterschaft in Polen und der Ukraine (Europameister: Spanien)
- 2012: XXX. Olympische Sommerspiele in London, Vereinigtes Königreich
- 2013: 14. Leichtathletik-Weltmeisterschaften in Moskau, Russland
- 2013: 29. Fußball-Afrikameisterschaft in Südafrika (Afrikameister: Nigeria)
- 2014: 17. Basketball-Weltmeisterschaft in Spanien (Weltmeister: Vereinigte Staaten)
- 2014: XXII. Olympische Winterspiele in Sotschi, Russland
- 2014: 20. Fußball-Weltmeisterschaft in Brasilien (Weltmeister: Deutschland)
- 2014: 16. Asienspiele in Incheon, Südkorea
- 2015: 30. Fußball-Afrikameisterschaft in Äquatorialguinea (Afrikameister: Elfenbeinküste)
- 2015: XVII. Panamerikanische Spiele in Toronto, Kanada
- 2016: XXXI. Olympische Sommerspiele in Rio de Janeiro, Brasilien
- 2016: 15. Fußball-Europameisterschaft in Frankreich (Europameister: Portugal)
- 2017: 31. Fußball-Afrikameisterschaft in Gabun (Afrikameister: Kamerun)
- 2018: XXIII. Olympische Winterspiele in Pyeongchang
- 2018: 21. Fußball-Weltmeisterschaft in Russland (Weltmeister: Frankreich)
- 2019: 32. Fußball-Afrikameisterschaft in Ägypten (Afrikameister: Algerien)

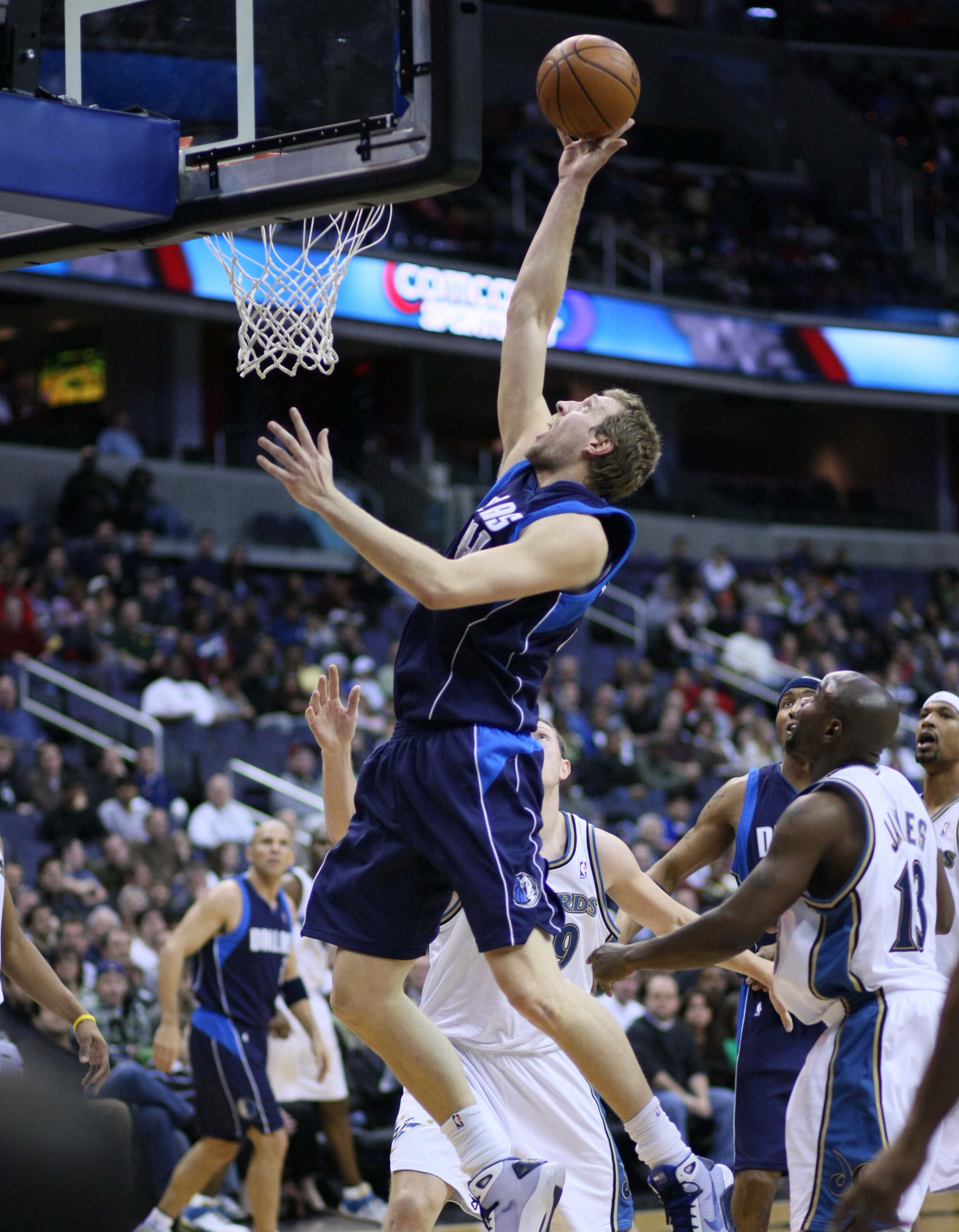
Dirk Nowitzki NBA-Meister

## Astronomische Ereignisse

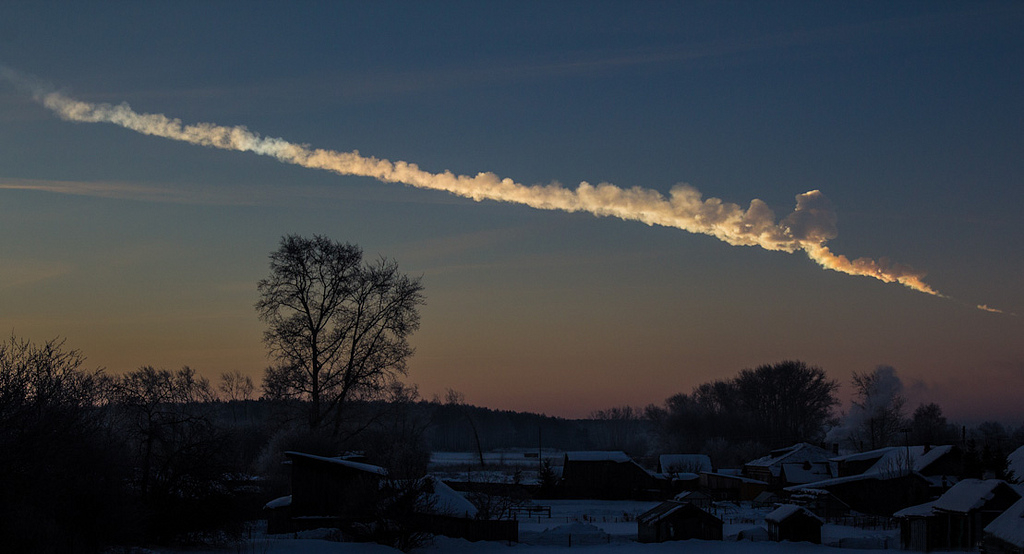
Rauchspur des Meteors von Jekaterinburg aus, etwa 200 km von Tscheljabinsk entfernt

- 2010: 15. Januar: Längste Sonnenfinsternis des Jahrtausends
- 2011: Der Planet Neptun vollendet seinen ersten Umlauf um die Sonne seit seiner Entdeckung im Jahre 1846.
- 2012: 6. Juni: Venustransit
- 2013: Der Asteroid (367943) Duende kam der Erde bis auf 27.599 km nahe. Das liegt innerhalb der Umlaufbahn der geostationären Satelliten.
- 2013: Meteor von Tscheljabinsk mit Meteoritenfall.
- 2016: 9. Mai: Merkurtransit
- 2017: 21. August: Totale Sonnenfinsternis in den USA
- 2019: 11. November: Merkurtransit

## Persönlichkeiten (Auswahl)

### Politik
| - Mahmud Abbas - Mahmud Ahmadineschad - Akihito - Baschar al-Assad - José Manuel Barroso - Benedikt XVI. - Silvio Berlusconi - David Cameron - Raúl Castro - Hugo Chávez - Pedro Passos Coelho - Hillary Clinton - Elisabeth II. - Recep Tayyip Erdoğan - Franziskus - Sigmar Gabriel - Muammar al-Gaddafi - Joachim Gauck - Paolo Gentiloni - Karl-Theodor zu Guttenberg | - François Hollande - Hu Jintao - Wiktor Janukowytsch - Jean-Claude Juncker - Kim Jong-il - Kim Jong-un - Horst Köhler - Sebastian Kurz - Lee Myung-bak - Emmanuel Macron - Theresa May - Dmitri Medwedew - Angela Merkel - Mario Monti - Moon Jae-in - Husni Mubarak - Mohammed Mursi - Benjamin Netanjahu - Barack Obama - Park Geun-hye | - Petro Poroschenko - Wladimir Putin - Mariano Rajoy - Matteo Renzi - Hassan Rohani - Herman Van Rompuy - Dilma Rousseff - Micheil Saakaschwili - Nicolas Sarkozy - Frank-Walter Steinmeier - Donald Trump - Alexis Tsipras - Donald Tusk - Guido Westerwelle - Christian Wulff - Xi Jinping |